# 유대인의 역사

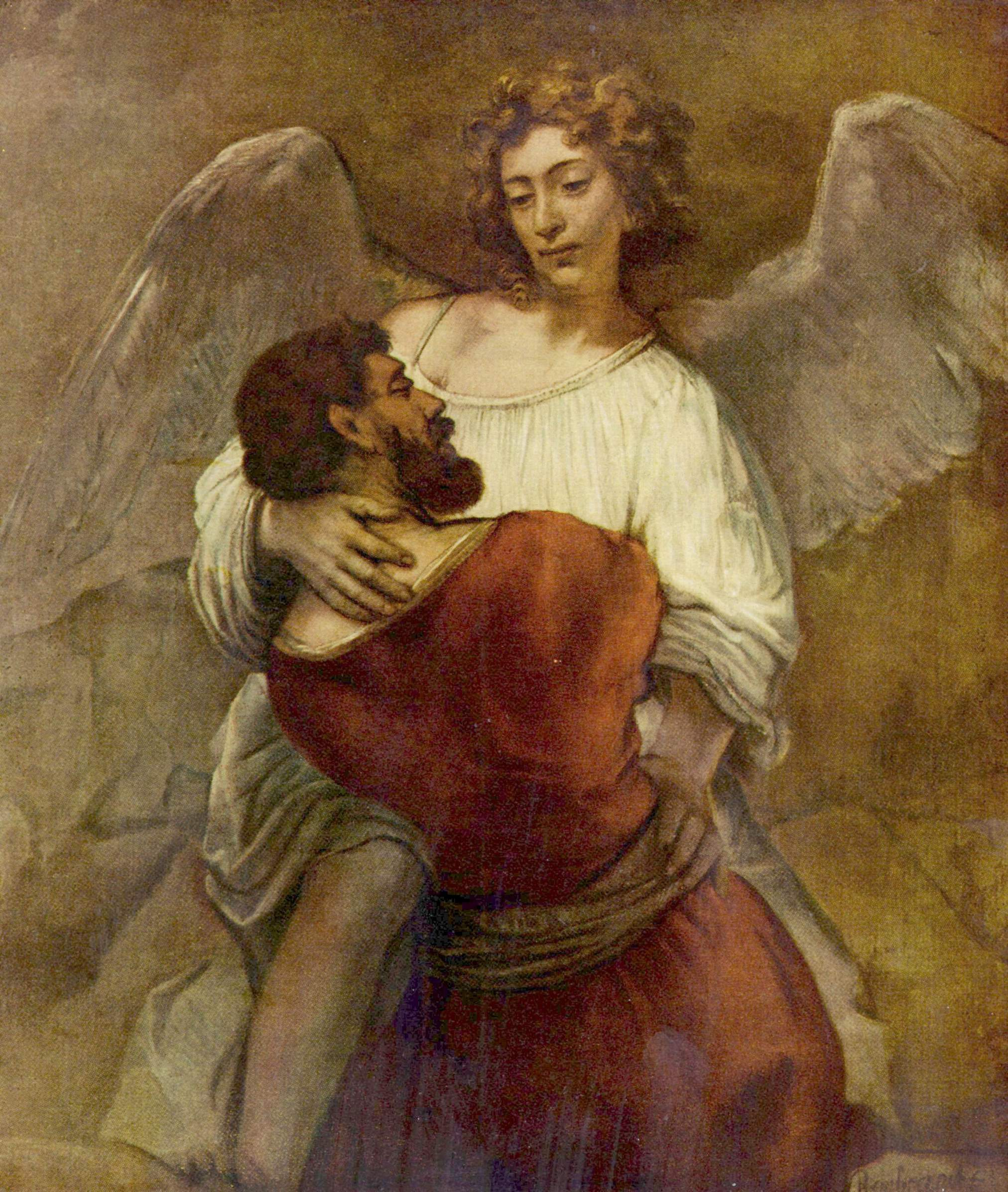
렘브란트의 이 그림에 천사와 씨름하는 모습으로 그려진 야곱은 유대 전통에 따라 이스라엘 지파의 아버지였다.

유대사는 유대인들의 민족, 종교, 문화가 다른 민족, 종교, 문화와 상호작용한 역사를 말한다.
유대인은 철기 시대에 레반트에서 등장한 두 개의 관련 왕국인 역사적인 이스라엘과 유다의 이스라엘 민족과 히브리인에서 유래했다. 이스라엘 민족에 대한 가장 이른 언급은 기원전 1213년~1203년경의 메르넵타 석비에 새겨져 있지만, 종교 문헌은 이스라엘 민족의 역사를 적어도 기원전 1500년경까지 거슬러 올라간다고 전한다. '이스라엘'이라는 이름은 히브리인 족장 야곱의 이름에서 유래했는데, 그는 천사와 씨름한 후 '하느님과 씨름하는 자'라는 의미로 이 이름을 얻었다. 북이스라엘 왕국은 기원전 720년경 신아시리아 제국에 함락되었고, 유다 왕국은 기원전 586년에 신바빌로니아 제국에 함락되었다. 유대인 인구의 일부는 바빌론으로 추방되었다. 아시리아 유수와 바빌론 유수는 유대인 디아스포라의 시작을 나타내는 것으로 간주된다.
아케메네스 제국이 이 지역을 정복한 후, 추방된 유대인들은 돌아와 성전을 재건할 수 있게 되었고, 이 사건들은 제2성전기의 시작을 알렸다. 수세기 동안의 이민족 통치 이후, 셀레우코스 제국에 대항한 마카베오 전쟁은 독립된 하스몬 왕국으로 이어졌지만, 점차 로마의 통치에 편입되었다. 서기 1세기와 2세기에 로마에 대항한 일련의 실패한 봉기인 유대-로마 전쟁은 예루살렘과 제2성전의 파괴로 이어졌고, 많은 유대인이 추방되었다. 시리아 팔레스티나의 유대인 인구는 이후 수세기 동안 점차 감소하여, 유대인 디아스포라의 역할을 증대시키고 정신적, 인구학적 중심지가 인구가 줄어든 유대에서 갈릴래아로, 그리고 다시 바빌론으로 이동했으며, 더 작은 공동체들은 로마 제국 전역에 퍼져 있었다. 같은 시기에 미슈나와 탈무드라는 중요한 유대교 문헌이 편찬되었다. 다음 천년 동안 디아스포라 공동체는 조상들이 정착한 지역에 따라 세 가지 주요 민족 하위 구분으로 결합되었다: 아슈케나짐 (중앙유럽 및 동유럽), 세파르딤 (초기에는 이베리아반도), 그리고 미즈라힘 (중동 및 북아프리카].
비잔티움 제국의 레반트 통치는 7세기에 새로 설립된 이슬람 칼리파국이 동부 지중해, 메소포타미아, 북아프리카, 그리고 나중에는 이베리아반도로 확장되면서 상실되었다. 스페인 유대 문화는 황금기를 누렸고, 유대인들은 사회에서 널리 받아들여졌으며 그들의 종교적, 문화적, 경제적 삶은 번성했다. 그러나 1492년 유대인들은 스페인을 떠나야만 했고 오스만 제국과 이탈리아로 대거 이주했다. 12세기에서 15세기 사이에 아슈케나지 유대인들은 중앙유럽에서 극심한 박해를 겪었고, 이는 그들의 폴란드로의 대규모 이주를 촉발했다. 18세기에는 하스칼라 지적 운동이 부상했다. 또한 18세기부터 유대인들은 제한적인 법률로부터 유대인 해방을 위한 운동과 더 넓은 유럽 사회로의 통합을 시작했다.
19세기에 서유럽의 유대인들이 법 앞에서 평등권을 점점 더 많이 부여받는 동안, 정착지의 유대인들은 증가하는 박해, 법적 제한, 그리고 광범위한 포그롬에 직면했다. 1870년대와 1880년대에 유럽의 유대인 인구는 팔레스타인 (지역)에 유대인 정치 체제를 재건하려는 목적으로 오스만령 시리아로의 이민을 더욱 적극적으로 논의하기 시작했다. 시온주의 운동은 1897년에 공식적으로 창립되었다. 포그롬은 또한 1881년에서 1924년 사이에 2백만 명 이상의 유대인들이 미국으로 대량 이주하는 계기가 되었다. 유럽과 미국의 유대인들은 과학, 문화, 경제 분야에서 성공을 거두었다. 가장 유명하다고 일반적으로 여겨지는 인물 중에는 알베르트 아인슈타인과 루트비히 비트겐슈타인이 있었다. 이 시기에 많은 노벨상 수상자들이 유대인이었고, 이는 여전히 그러하다.
1933년, 아돌프 히틀러와 나치 독일의 국가사회주의 독일 노동자당이 집권하면서 유대인의 상황은 심각해졌다. 경제 위기, 인종차별적 반유대주의 법률, 그리고 곧 다가올 전쟁에 대한 두려움으로 인해 많은 사람들이 유럽을 떠나 팔레스타인 위임통치령, 미국, 그리고 소련으로 도피했다. 1939년에 제2차 세계 대전이 시작되었고, 1941년까지 독일은 거의 모든 유럽을 점령했다. 1941년, 소련 침공 이후, 유대 민족의 전멸을 목표로 전례 없는 규모의 광범위한 조직적 작전인 유대인 문제에 대한 최종 해결책이 시작되었고, 이는 유럽과 북아프리카에서 유대인에 대한 박해와 살인으로 이어졌다. 폴란드에서는 3백만 명의 유대인들이 모든 강제 수용소의 가스실에서 살해되었으며, 아우슈비츠 단지에서만 1백만 명이 살해되었다. 약 6백만 명의 유대인들이 조직적으로 말살된 이 집단학살은 홀로코스트로 알려져 있다.
홀로코스트 이전과 도중에 엄청난 수의 유대인들이 팔레스타인 위임통치령으로 이민 왔다. 1948년 5월 14일, 영국 위임통치령이 종료되자 다비드 벤구리온은 에레츠 이스라엘 (이스라엘 땅)에 유대인 민주 국가인 이스라엘 건국을 선포했다. 직후 모든 이웃 아랍 국가들이 침공했지만, 새로 형성된 이스라엘 방위군은 저항했다. 1949년 전쟁이 끝나고 이스라엘은 국가를 건설하고 유럽 전역과 중동 국가에서 온 대규모 알리야 물결을 흡수하기 시작했다. 2022년 기준 이스라엘은 인구 960만 명의 의원내각제 민주주의 국가이며, 그 중 7백만 명은 이스라엘 유대인이다. 이스라엘 외부에 있는 가장 큰 유대인 공동체는 미국 유대인이며, 프랑스, 캐나다, 아르헨티나, 러시아, 영국, 호주, 독일에도 대규모 공동체가 존재한다. 현대 유대인 인구 통계와 관련된 자료는 유대인 인구를 참조하라.

## 같이 보기
고대 유대 역사는 성경, 성경 외 문헌, 외경 및 위경, 플라비우스 요세푸스의 저술, 그리스-로마 작가와 교부들의 저술, 그리고 고고학적 발견, 비문, 고대 문서들(예: 엘레판티네 파피루스, 파이윰, 사해 문서, 바르 코크바의 편지, 바바타 기록 보관소, 카이로 게니자 문서 등)과 함께 구전 역사 및 미드라시와 탈무드의 주석집들을 통해 알려져 있다.
근세에 인쇄기와 활자의 발명으로 유대교의 역사와 관련된 유대사 및 토라/타나크 초기판이 출판되었고, 점차적으로 유대 민족의 민족사와 정체성에 대한 역사도 다루어졌다. 이는 필사본 문화에서 인쇄 문화로의 전환이었다. 유대 역사가들은 그들의 집단적 경험에 대한 기록을 썼을 뿐만 아니라, 점차 역사를 정치적, 문화적, 과학적 또는 철학적 탐구를 위해 사용했다. 작가들은 현재의 예술 상태를 비판하거나 발전시키기 위한 논리적인 서사를 구축하기 위해 문화적으로 물려받은 텍스트의 코퍼스를 활용했다. 현대 유대 역사학은 유럽 르네상스 및 계몽시대와 같은 지적 운동과 얽혀 있지만, 중세 후기 및 고대 시대의 다양한 자료들을 활용했다. 오늘날 유대인과 유대교의 역사는 종종 여섯 시대로 나뉜다:
1. 고대 이스라엘과 유다 (기원전 1200년경–586년)
2. 제2성전기 (기원전 516년경–서기 70년)[18]
3. 랍비 시대 또는 탈무드 시대 (서기 70년–640년)[19]
4. 중세 (640년–1492년)
5. 근세 (1492년–1750년)
6. 근현대 (1750년–20세기)
7. 시온주의, 홀로코스트 그리고 이스라엘 건국 (19세기–21세기)

## 고대 이스라엘 (기원전 1500년–586년)

### 초기 이스라엘인

기원전 926년 이스라엘 왕국과 유다 왕국

초기 유대인과 그 이웃들의 역사는 비옥한 초승달 지대와 지중해 동해안에 집중되어 있다. 이는 나일강과 메소포타미아 사이의 지역을 점유했던 사람들로부터 시작된다. 고대 이집트와 바빌로니아의 고대 문화 중심지, 아라비아 사막, 소아시아 고지대에 둘러싸인 가나안 땅(대략 현대 이스라엘, 팔레스타인 영토, 요르단, 레바논에 해당)은 문명의 교차점이었다.
이스라엘이라는 이름의 민족에 대한 가장 오래된 기록 증거는 기원전 1200년경으로 추정되는 고대 이집트의 메르넵타 석비에 나타난다. 현대 고고학적 설명에 따르면, 이스라엘인과 그들의 문화는 가나안 민족과 그 문화에서 분화되어 독특한 일신숭배적—그리고 나중에는 일신교적—종교를 발전시켰는데, 이는 민족신 야훼를 중심으로 했다. 그들은 오늘날 성서 히브리어로 알려진 히브리어의 고대 형태를 사용했다.
유대인과 유대교의 역사에 대한 전통적인 종교적 견해는 히브리어 성경의 서사에 기반을 두었다. 이 견해에 따르면, 유대인들의 생물학적 조상일 뿐만 아니라 유대교의 아버지이기도 한 아브라함이 최초의 유대인이다. 이후 아브라함에게 이삭이 태어났고, 이삭에게 야곱이 태어났다. 천사와 씨름한 후, 야곱은 이스라엘이라는 이름을 얻었다. 심한 가뭄으로 인해 야곱과 그의 열두 아들은 고대 이집트로 도피했고, 그곳에서 결국 열두 지파를 형성했다. 이스라엘인들은 나중에 이집트 노예 생활에서 벗어나 모세의 인도로 가나안으로 들어갔고, 결국 여호수아의 지도 아래 가나안을 정복했다.
현대 학자들은 성경이 이스라엘 민족 기원의 정확한 설명을 제공하지 않는다는 데 동의하며, 이스라엘이 이집트가 아닌 가나안에서 주로 자생적으로 기원했다는 고고학적 증거가 "압도적"이며 "이집트 탈출이나 시나이 광야에서의 40년 순례를 위한 여지가 없다"는 것을 지지한다. 많은 고고학자들은 모세와 출애굽에 대한 고고학적 조사를 "결실 없는 추구"로 포기했다. 그러나 이 서사에는 "역사적 핵심"이 있다는 것이 받아들여진다. 고고학자와 이집트학자들의 한 세기에 걸친 연구는 이집트 포로 생활, 광야 탈출 및 여행에 대한 출애굽 서사와 직접적으로 관련된 증거를 발견하지 못했으며, 이는 철기 시대 이스라엘—유다와 이스라엘 왕국—이 이집트가 아닌 가나안에 기원을 둔다는 제안으로 이어진다: 가장 초기의 이스라엘 정착지의 문화는 가나안 문화이며, 그들의 종교 유물은 가나안 신 엘의 것이고, 도자기 유물은 지역 가나안 전통에 속하며, 사용된 알파벳은 초기 가나안어이다. "이스라엘" 마을과 가나안 유적지를 구별하는 거의 유일한 표식은 돼지 뼈가 없다는 것이지만, 이것이 민족적 표식으로 볼 수 있는지 아니면 다른 요인에 의한 것인지는 여전히 논쟁의 여지가 있다.
성경 서술에 따르면, 에레츠 이스라엘은 수백 년 동안 판관들의 통치를 받는 열두 지파의 연맹체로 조직되었다.

### 이스라엘 왕국과 유다 왕국
두 이스라엘 왕국은 철기 시대 2기에 등장했다: 이스라엘과 유다이다. 성경은 이스라엘과 유다를 이전의 이스라엘 통일 왕국의 후계자로 묘사하지만, 그 역사성은 논란의 여지가 있다. 역사가와 고고학자들은 북부 북이스라엘 왕국이 기원전 900년경부터 존재했으며:169–195 유다 왕국은 기원전 700년경부터 존재했다는 데 동의한다. 1993년 발견된 텔 단 비문은 이 왕국이 적어도 어떤 형태로든 기원전 9세기 중반까지 존재했음을 보여주지만, 그 권력의 범위를 나타내지는 않는다.
성경 전통에 따르면, 이스라엘 군주정은 기원전 1037년에 예언자 사무엘에 의해 기름 부음을 받은 사울 아래에서 수립되었고, 이후 다윗과 그의 아들 솔로몬으로 이어졌다. 다윗은 왕국의 국경을 크게 확장하고 여부스족으로부터 예루살렘을 정복하여 왕국의 국가적, 정치적, 종교적 수도로 만들었다. 그의 아들 솔로몬은 나중에 예루살렘의 모리야산에 제1성전을 건축했다. 전통적으로 기원전 930년경으로 추정되는 그의 죽음 이후, 북부의 열 지파와 남부의 유다 지파 (시므온 지파는 유다 지파에 흡수되었다) 및 베냐민 지파 사이에 내전이 발발했다. 이후 왕국은 북부의 이스라엘 왕국과 남부의 유다 왕국으로 분열되었다.
북이스라엘 왕국은 두 왕국 중 더 번성했고 곧 지역 강국으로 발전했다. 옴리 왕조 시대에는 사마리아, 갈릴래아, 요르단계곡 상류, 샤론 평야, 그리고 요르단 동편의 상당 부분을 통제했다. 수도인 사마리아는 레반트에서 가장 큰 철기 시대 궁전 중 하나였다. 이스라엘 왕국은 기원전 720년경 신아시리아 제국에 정복되어 멸망했다.
수도가 예루살렘인 유다 왕국은 유대 산지, 세펠라, 유대 광야, 그리고 네게브 사막의 일부를 통제했다. 이스라엘 멸망 후, 유다는 신아시리아 제국의 종속국이 되었다. 기원전 7세기에 왕국의 인구는 크게 증가했으며, [[히즈키야#아시리아의 침공|히즈키야의 아시리아 왕 센나케립에 대한 반란]]에도 불구하고 아시리아의 봉신 지위 아래 번성했다.
히브리어 성경의 많은 부분이 이 시기에 쓰여졌다. 여기에는 호세아서의 가장 초기 부분, 이사야서, 아모스서, 미가서, 그리고 나훔서, 스바니야서, 대부분의 신명기, 신명기 역사서의 첫 번째 판(여호수아기/판관기/사무엘기/열왕기) 및 하바꾹서가 포함된다.
기원전 605년 신아시리아 제국의 붕괴와 함께, 레반트의 지배권을 놓고 이집트와 신바빌로니아 제국 사이에 권력 투쟁이 발생했고, 이는 유다의 급격한 쇠퇴로 이어졌다. 기원전 601년에 최근 바빌론에 복속했던 유다의 여호야킴 왕은 제국에 반란을 일으켰다. 그는 곧 그의 아들 여호야긴에게 계승되었는데, 여호야긴은 아버지의 정책을 계속 추진하다 바빌론의 침공에 직면했다. 기원전 597년 3월, 여호야긴은 바빌론에 항복하고 바빌론으로 포로가 되었다. 이 패배는 바빌론 연대기에 기록되어 있다. 이후 시드키야가 바빌론에 의해 왕으로 세워졌다.
기원전 587년 또는 586년에 네부카드네자르 2세는 유다의 두 번째 반란에 대한 응답으로 예루살렘을 포위하고 파괴했다. 제1성전은 파괴되었고, 그 성스러운 기물들은 전리품으로 탈취되었다. 파괴에 이어 대규모 유배가 뒤따랐다: 도시의 생존자들과 다른 인구층은 메소포타미아로 끌려갔고, 유대 역사에서 "바빌론 유수"로 알려진 시대의 시작을 알렸다. 시드키야 자신도 붙잡혀 눈이 멀게 되고 바빌론으로 이송되었다. 다른 이들은 이집트로 도피했다. 유다 백성은 국가를 잃었고, 망명자들은 고향을 잃었다. 군주제가 해체된 후, 옛 왕국은 바빌론 제국의 속주로 편입되었다.

### 바빌론 유수 (기원전 587년경–538년)

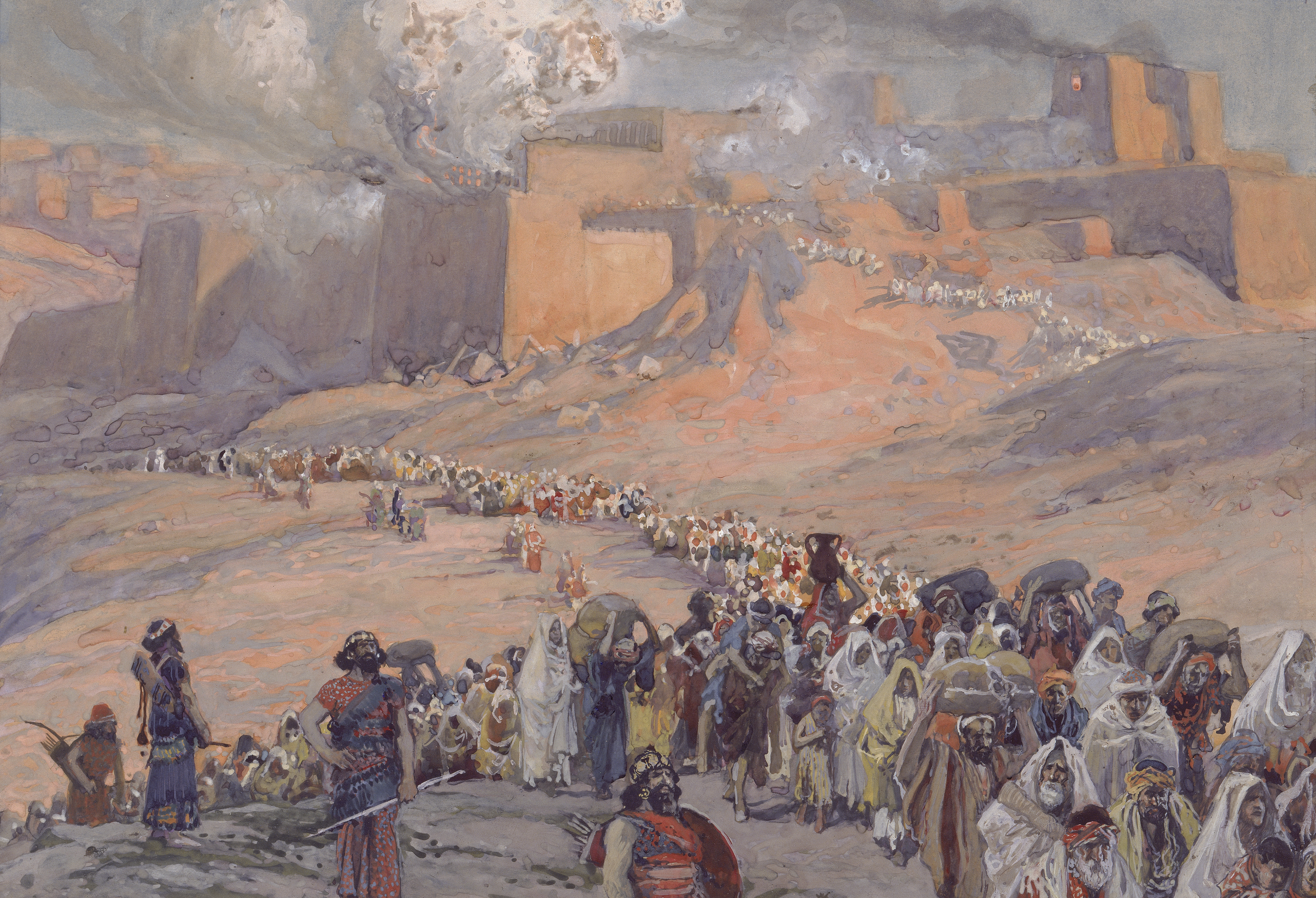
유대인의 고대 유다 왕국의 포로 및 바빌론으로의 추방과 예루살렘 및 제1성전의 파괴

유다의 함락부터 페르시아 통치하의 시온으로의 귀환까지 수십 년 동안 유대 역사는 불분명한 단계를 거친다. 많은 유대인들이 바빌로니아, 엘람, 이집트 전역으로 추방되었고, 다른 이들은 유대에 남았다. 예레미야는 믹돌, 다프네스, 놉, 파드로스를 포함하여 이집트에 있는 공동체를 언급한다. 또한, 유배 이전에 설립된 엘레판티네섬에는 유대인 군사 식민지가 있었고, 그곳에서 그들은 자신들의 성소를 지었다. 신명기는 유배 기간 동안 확장되었고 이전 경전들은 편집되었다. 예레미야서의 첫 번째 판, 에제키엘서, 오바디야서의 대부분, 그리고 연구에서 "제2 이사야"로 불리는 모든 것이 이 시기에 쓰여졌다.

## 제2성전기 (기원전 538년–서기 70년)

### 페르시아 시대 (기원전 538년경–332년)

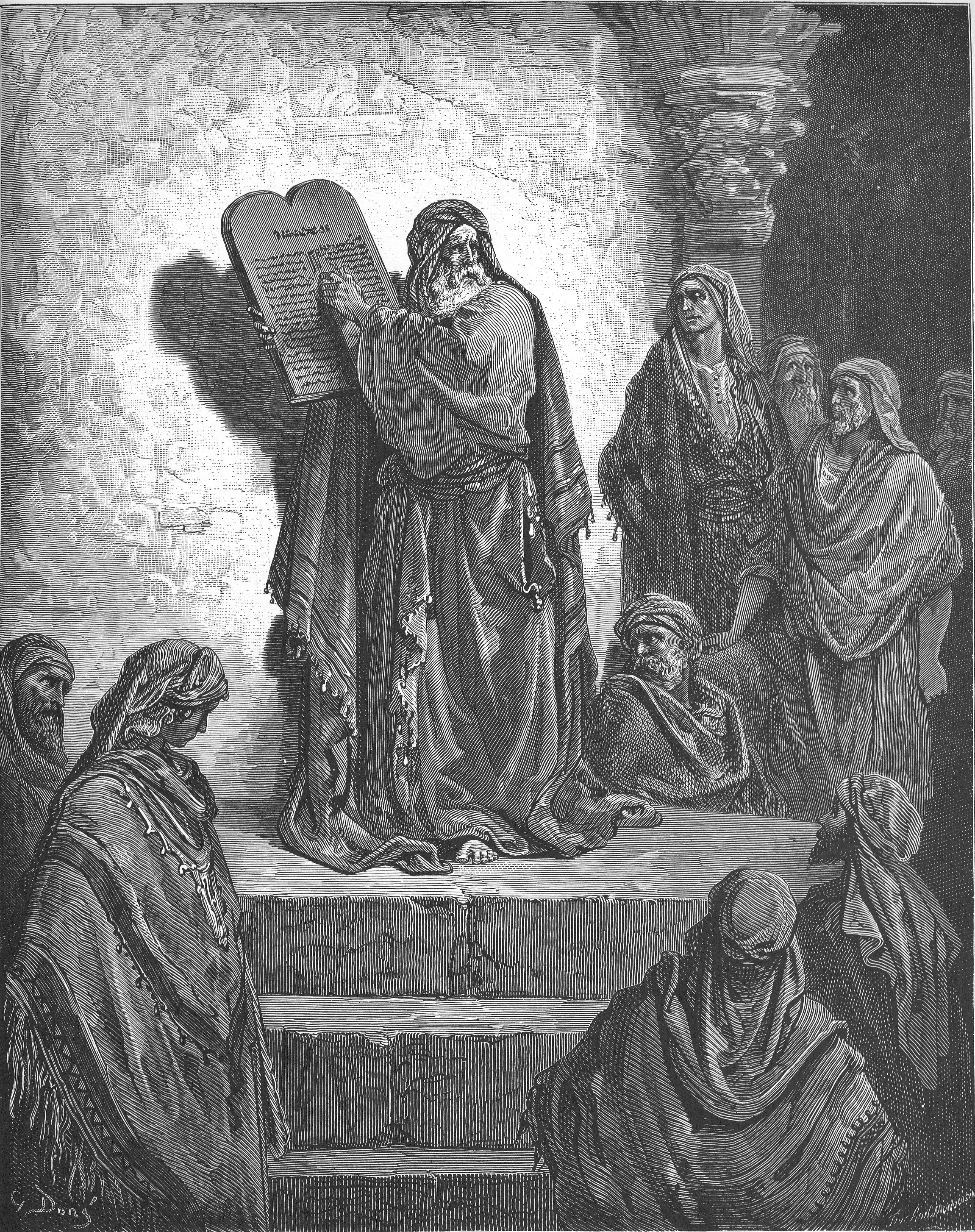
에즈라가 백성에게 율법을 읽어준다, 구스타브 도레

에즈라기에 따르면, 아케메네스 제국의 왕인 페르시아의 키루스 2세는 기원전 538년에 바빌론 유수를 끝냈다. 이는 바빌론 정복 1년 후였다. 유배에서 돌아온 사람들은 다윗 왕가의 왕자인 스룹바벨과 이전 성전 대제사장의 후손인 여호수아 제사장이 이끌었다. 그들은 기원전 521년에서 516년 사이에 완성된 제2성전의 건축을 감독했다. 페르시아 제국의 일부로서, 이전 유다 왕국은 국경이 달라지고 영토가 더 작아진 유다 지방(예후드 메디나타)이 되었다. 현대 학자들은 기원전 6세기 후반에서 5세기 초반까지 이어진 점진적인 귀환 과정을 지적한다. 페르시아 유다의 인구는 왕국 시대보다 크게 줄어들었고, 고고학 조사에 따르면 기원전 5세기에서 4세기에는 약 3만 명이었다.:308
최종적인 토라는 널리 페르시아 시대 (기원전 539–333년, 아마도 기원전 450–350년)의 산물로 여겨진다. 이러한 합의는 바빌론에서 돌아온 유대인 공동체의 지도자인 에즈라가 토라 반포에 중추적인 역할을 했다는 전통적인 유대교 견해를 반영한다.
이 시기에는 유대 전통에서 마지막 선지자로 여겨지는 세 명의 선지자가 활동했다: 하깨, 즈가리야, 그리고 말라기이다. 마지막 유대 선지자가 죽은 후에도 페르시아의 통치하에 있던 유대인 민족의 리더십은 다섯 세대에 걸친 주곳("짝") 지도자들에게 넘어갔다. 그들은 먼저 페르시아 통치하에서, 그 다음에는 그리스 통치하에서 번성했다. 그 결과 바리새파와 사두개파가 형성되었다. 페르시아와 그리스 통치하에서 유대에서는 예후드 주화로 유대 주화가 발행되었다.

### 헬레니즘 시대 (기원전 332년경–110년)
기원전 332년, 마케도니아 왕국의 알렉산드로스 대왕이 페르시아를 격파했다. 알렉산드로스의 죽음과 그의 제국이 그의 장군들 사이에 분할된 후, 셀레우코스 제국이 형성되었다.
알렉산드로스의 정복은 그리스 문화를 레반트에 확산시켰다. 이 시기 유대교의 흐름은 기원전 3세기부터 발전한 헬레니즘 철학의 영향을 받았는데, 특히 알렉산드리아의 유대인 디아스포라에서 두드러졌으며, 이는 70인역의 편찬으로 절정을 이루었다. 유대 신학과 헬레니즘 사상의 공생을 중요한 옹호한 인물은 필론이다.

### 하스몬 왕국 (기원전 110년–63년)
셀레우코스 제국의 안티오코스 4세 에피파네스 왕의 반유대인 법령과 헬레니즘화된 유대인과 보수적인 유대인 간의 긴장으로 인해, 기원전 167년 맛다디아의 지도 아래 마카베오 전쟁이 유대에서 발발했다. 그의 아들 유다 마카베오는 기원전 164년에 예루살렘을 탈환하고, 제2성전을 정화하며 제사 예배를 복원했다. 성공적인 반란은 결국 기원전 165년부터 63년까지 지속된 하스몬 왕국 아래의 독립적인 유대 국가 형성으로 이어졌다.
처음에는 정치 지도자와 대제사장을 겸하며 통치했던 하스몬인들은 나중에 왕이라는 칭호를 취했다. 그들은 군사 작전과 외교를 통해 권력을 강화했다. 알렉산드르 얀나이오스와 살로메 알렉산드라의 통치 아래 왕국은 규모와 영향력 면에서 정점을 찍었다. 그러나 살로메 알렉산드라의 아들들인 히르카노스 2세와 아리스토불로스 2세 사이에 내부 분열이 발생하여 내전이 벌어졌고, 로마 당국에 개입을 요청하게 되었다. 이러한 요청에 응답하여 폼페이우스는 로마의 정복 및 합병 작전을 이끌었고, 이는 하스몬 주권의 종식을 알리고 유대에 대한 로마 통치를 시작했다.

### 로마 시대 (기원전 63년 – 서기 135년)

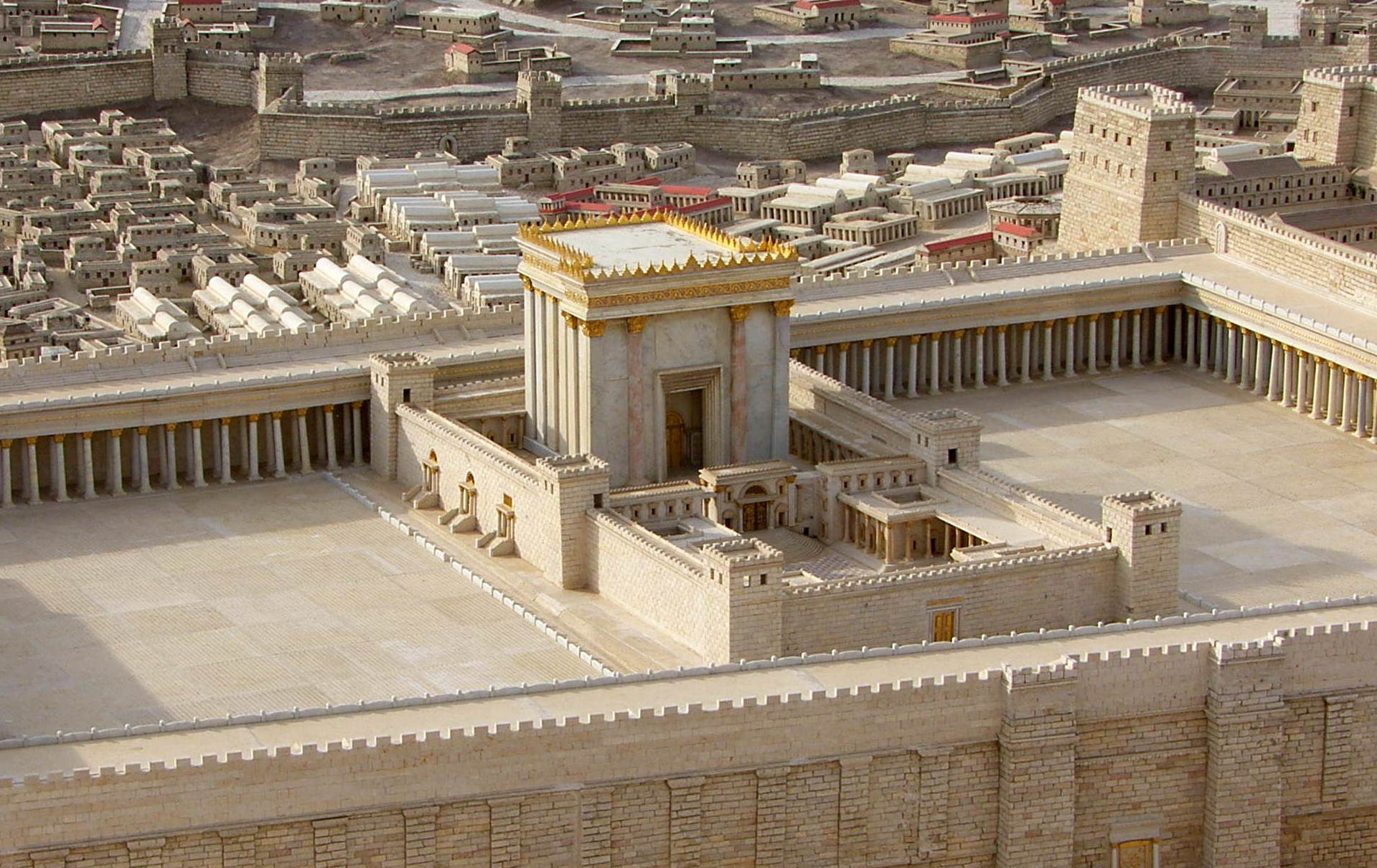
서기 1세기 헤로데의 보수 공사 이후 제2성전 재건

유대는 하스몬인들의 지배를 받는 독립적인 유대 왕국이었으나, 기원전 63년에 로마 장군 폼페이우스에 의해 정복되고 종속국으로 재편되었다. 로마의 확장은 다른 지역에서도 계속되었으며, 이는 150년 이상 지속되었다. 나중에 로마 원로원에 의해 헤로데 1세가 "유대인의 왕"으로 임명되어 하스몬 왕조를 대체했다. 그의 후손들 중 일부는 그 이후 다양한 직책을 맡았는데, 이를 헤로데 왕조라고 부른다. 잠시 동안, 기원전 4년부터 서기 6년까지 헤로데 아르켈라오스는 유대 사두정치를 에트나르크로서 통치했지만, 로마인들은 그에게 왕의 칭호를 부여하지 않았다.

서기 6년 퀴리니우스 인구조사 이후, 로마 유다이아 속주는 서기 41년까지 로마 시리아의 위성국으로 프레펙투스의 통치를 받다가 (이집트와 같이), 서기 44년 이후에는 프로쿠라토르의 통치를 받았다. 제국은 유대인 신민들에게 종종 무정하고 잔혹하게 대했다(선기독교 로마 제국에서의 반유대주의 참조). 서기 30년(또는 33년)에 예수는 갈릴래아 출신의 떠돌이 랍비이자 기독교의 중심 인물이었는데, 유다이아의 로마 총독 폰티우스 필라투스 아래 예루살렘에서 십자가형으로 처형되었다.

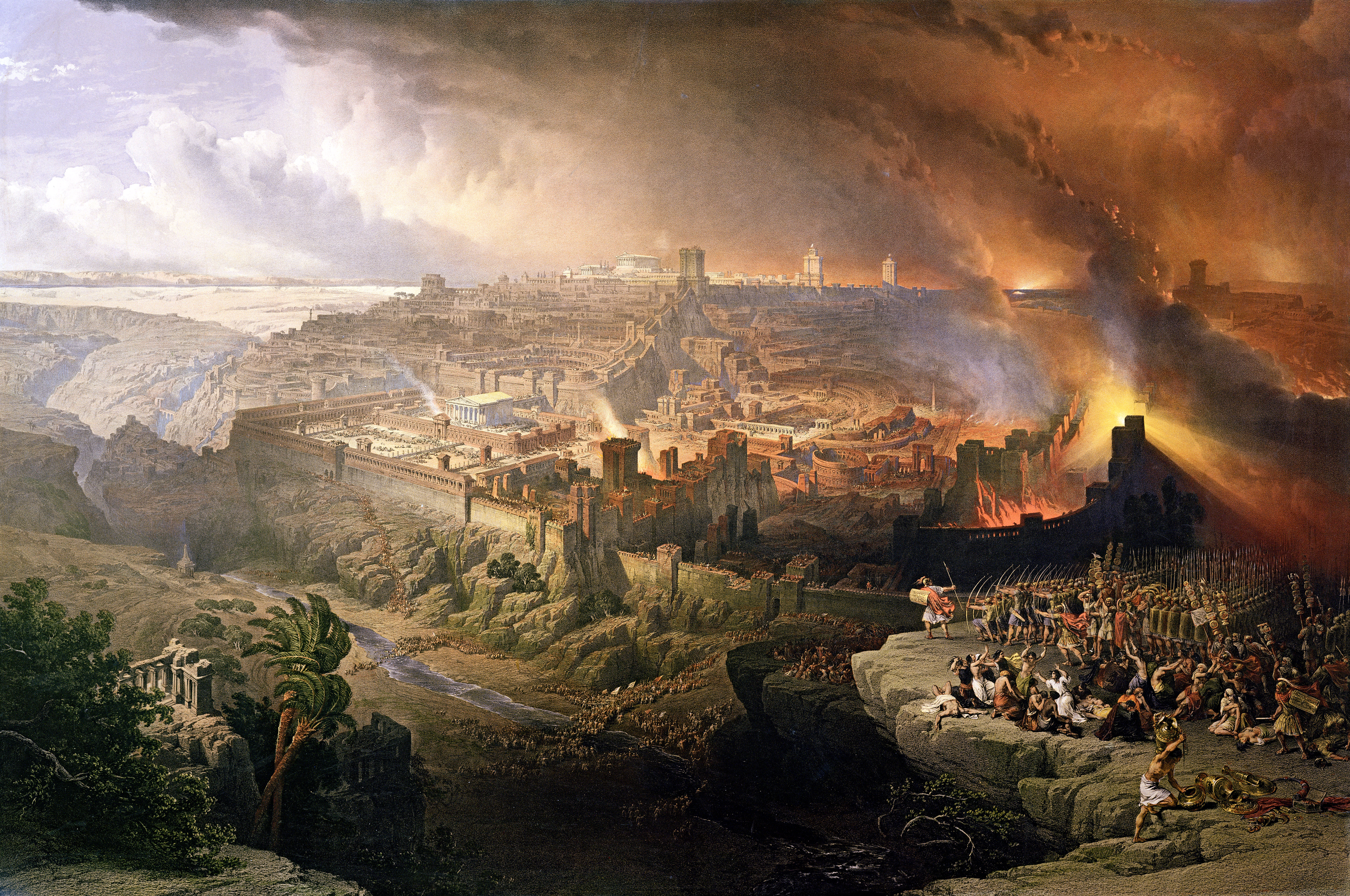
로마인에 의한 예루살렘 포위 및 파괴 (1850년 데이비드 로버츠의 그림)

 잠시 동안 유대는 아그리파 대왕 아래에서 재통일되고 반독립 상태였는데, 그는 로마 귀족과 현지 유대인 시민 모두와 좋은 관계를 유지했다. 그의 죽음 이후 유대는 다시 로마에 합병되었고, 그의 덜 인기 있는 아들 헤로데 아그리파 2세는 에트나르크로 임명되었다.
로마의 억압적인 통치는 경제적, 종교적, 민족적 긴장과 결합하여 결국 서기 66년 제1차 유대-로마 전쟁, 즉 대반란의 발발로 이어졌다. 미래의 황제 베스파시아누스는 서기 67년까지 갈릴래아의 반란을 진압하고 주요 요새를 점령했다. 그는 아들 티투스에게 계승되었는데, 티투스는 서기 70년에 도시가 함락되는 예루살렘의 잔혹한 포위전을 이끌었다. 로마인들은 예루살렘을 불태우고 제2성전을 파괴했다. 로마의 승리는 로마에서 개선식으로 기념되었고, 메노라와 같은 유대 유물들이 새로운 평화의 신전에 전시되었다. 플라비우스 왕조는 이 승리를 정치적 이득을 위해 활용하여 로마에 기념비를 세우고 유다 카프타 주화를 발행했다. 전쟁은 마사다 공방전 (73-74년)으로 끝났다. 유대인 인구는 광범위한 황폐화를 겪었으며, 이주, 노예화, 로마의 유대인 소유 토지 몰수가 있었다.

제2성전의 파괴는 유대 역사상 대재앙적인 사건으로, 유대교 내에서 광범위한 변화를 촉발했다. 희생 제사의 중심적인 역할이 사라지면서 종교적 관행은 기도, 토라 연구, 그리고 시나고그에서의 공동체 모임으로 바뀌었다. 랍비 전통에 따르면, 요하난 벤 자카이는 로마인들로부터 야브네에 토라 연구 센터를 설립할 허가를 얻었고, 이는 한 세대 동안 유대인 종교 및 문화 생활의 중심지가 되었다. 유대교는 또한 종파 분열에서 크게 벗어났다. 제2성전기 후반의 두 주요 종파였던 사두개파와 에세네파는 사라졌고, 바리새파의 전통, 즉 그들의 할라카 해석, 구전 토라의 중심성, 그리고 부활에 대한 믿음은 랍비 유대교의 기초가 되었다.

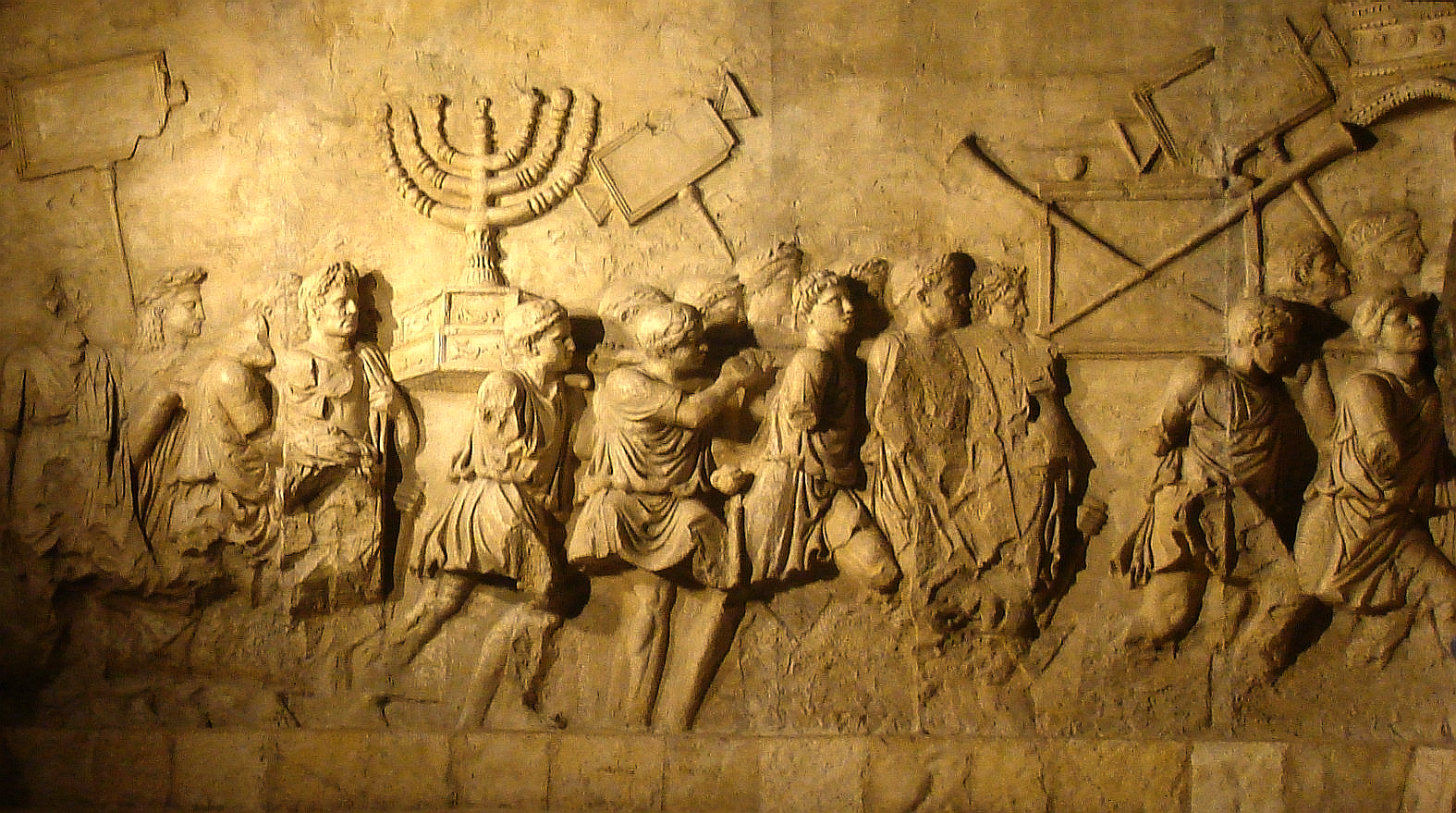
로마의 티투스 개선문 내벽에 묘사된 예루살렘 약탈

### 제2성전기 디아스포라
유대인 디아스포라는 서기 70년 제2성전 파괴 훨씬 이전부터 존재했으며, 강제 추방과 자발적 이주 모두에 의해 확산이 수세기 동안 계속되었다. 메소포타미아에서는 유대인 공동체의 시작에 대한 증거가 여호야긴의 배급 명단에 나타나는데, 이는 네부카드네자르 2세가 추방된 유다 왕과 그의 가족에게 할당한 식량을 나열하고 있으며, 더 나아가 알 야후두 태블릿은 기원전 6-5세기로 거슬러 올라가며 제1성전 파괴 후 도착한 유다 출신 망명자들과 관련이 있다. 비록 기원전 626년부터 바빌로니아에 유대인이 존재했다는 충분한 증거가 있지만 말이다. 이집트에서는 엘레판티네 파피루스 문서들이 기원전 5-4세기에 페르시아 유대인 수비대가 국경의 두 요새에 세운 공동체의 시련을 보여주며, 플라비우스 요세푸스에 따르면 알렉산드리아의 유대인 공동체는 기원전 4세기에 알렉산드로스 대왕이 도시를 세운 이래로 존재했다. 기원전 200년경에는 이집트와 메소포타미아("바빌로니아" 유대인 자료에 따르면)에 잘 정착된 유대인 공동체들이 있었고, 그 후 2세기 동안 유대인 인구는 소아시아, 그리스, 마케도니아 왕국, 키레네 (리비아), 그리고 기원전 1세기 중반부터 로마 시에도 존재했다.
서기 1세기, 유대-로마 전쟁의 결과로, 많은 유대인들이 포로로 잡히고, 노예로 팔리거나, 전쟁의 영향을 받은 지역에서 도피하도록 강요되어 로마 제국 전역뿐만 아니라 아라비아반도와 메소포타미아에 유대인 공동체의 형성 및 확장에 기여했다. 키레나이카, 키프로스, 이집트 전역의 유대인 공동체는 키토스 전쟁에 대한 로마의 가혹한 대응으로 거의 완전히 전멸했다.
신약성경의 사도행전과 다른 바울로 서신들은 로마 세계 도시의 많은 헬레니즘화된 유대인 인구를 자주 언급한다. 이 헬레니즘화된 유대인들은 디아스포라의 영적인 의미에서만 영향을 받았는데, 세상의 다양한 지역에서의 박해로 크게 지지된 유대교 신앙의 초석이 된 상실감과 방랑벽을 흡수했다. 성전 중심의 종교에서 디아스포라의 랍비 전통으로 유대 전통을 재편하는 데 결정적으로 중요했던 것은 미슈나와 탈무드에서 발견되는 토라 해석의 발전이었다.

## 탈무드 시대 (서기 70년–640년)

### 키토스 전쟁 (서기 115년–117년)
키토스 전쟁 (서기 115년–117년) 동안, 로마 제국의 여러 동부 속주에 걸쳐 유대인 디아스포라 공동체들이 광범위한 반란을 일으켰다. 메시아적 열정과 추방자들의 재결합 및 성전 재건에 대한 희망에 힘입어, 이 공동체들은 아마도 유대로 돌아가 예루살렘을 재건하는 것을 목표로 하는 더 넓은 운동을 촉발시키려 했을 것이다. 고대 자료들은 반란을 매우 잔혹하게 묘사하며, 식인 행위와 신체 훼손 사례를 언급하지만, 현대 학자들은 이러한 기록들을 과장된 것으로 간주하는 경우가 많다. 반란에 대한 로마의 진압은 민족 청소를 포함한 가혹한 조치로 특징지어졌으며, 이는 리비아, 키프로스, 이집트의 유대인 디아스포라 공동체를 거의 완전히 파괴하는 결과를 초래했다. 여기에는 알렉산드리아의 중요하고 영향력 있는 공동체도 포함된다.

### 바르 코크바의 난 (서기 132년–136년)

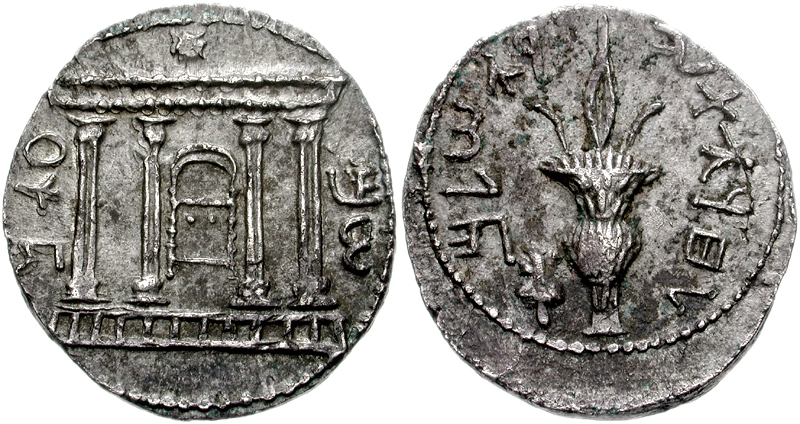
바르 코크바의 난 동안 주조된 테트라드라크마. 옛 제2성전, 룰라브, 그리고 '예루살렘의 자유를 위해'라는 슬로건이 새겨져 있다.

서기 132년부터 136년까지 유대는 바르 코크바의 난의 중심지였으며, 이는 하드리아누스가 예루살렘의 폐허 위에 이교도 식민지인 아엘리아 카피톨리나를 건설하기로 결정하면서 촉발되었다. 초기 성공으로 인해 시몬 바르 코크바의 지도 아래 유대에 단명한 유대 국가가 수립되었고, 그는 이스라엘의 나시 또는 왕자로 불렸다. 반란 국가의 주화에는 "이스라엘의 자유"와 "예루살렘의 자유를 위해"라는 문구가 새겨져 있었으며, 민족주의적 상징으로 고대 히브리 문자를 사용했다. 그러나 로마군은 곧 율리우스 세베루스 휘하에 6개 군단과 추가 보조병을 집결시켜 반란을 잔혹하게 진압했다. 역사 기록에 따르면 50개의 주요 요새와 985개의 마을이 파괴되었고, 58만 명의 유대인이 사망했으며, 광범위한 기근과 질병이 발생했다. 고고학 연구는 유대 본토에서 유대인 인구의 광범위한 파괴와 인구 감소를 확인하는데, 이곳의 유대인 대부분은 살해되거나 노예로 팔리거나 추방되거나 도피할 수밖에 없었다. 로마군도 막대한 손실을 입었다. 반란 이후 유대인들은 예루살렘 출입이 금지되었고, 하드리아누스는 종교 칙령을 발표했는데, 할례 금지도 포함되었으나, 나중에 안토니누스 피우스에 의해 철회되었다. 유다이아 속주는 유대인에 대한 징벌적 조치로 시리아 팔레스티나로 개칭되었는데, 이는 비유대인 주민들을 달래고 유대인의 땅과의 역사적 연관성을 지우려는 목적이었다. 기독교인들은 반란에 참여하기를 거부했고, 이때부터 유대인들은 기독교를 별개의 종교로 간주했다. 이 시기의 랍비인 시몬 바르 요차이는 카발라 사상의 기초 텍스트인 조하르의 저자로 여겨진다. 그러나 현대 학자들은 이 책이 중세 스페인에서 쓰여졌다고 믿는다.

### 이스라엘 땅의 후기 로마 시대
이 지역에서 유대인들과 로마 제국의 관계는 계속 복잡했다. 콘스탄티누스 1세는 유대인들이 티샤 바브에 통곡의 벽에서 일년에 한 번 그들의 패배와 굴욕을 애도하는 것을 허락했다. 서기 351–352년에 갈릴래아의 유대인들은 또 다른 반란을 일으켜 심한 보복을 당했다. 갈루스 반란은 콘스탄티누스 왕조 아래에서 동로마 제국의 초기 기독교인들의 영향력이 커지던 시기에 일어났다. 그러나 355년에 율리아누스 황제가 즉위하면서 로마 통치자들과의 관계가 개선되었다. 율리아누스는 그의 전임자들과 달리 기독교를 거부했다. 363년, 율리아누스는 사산 제국에 대한 원정을 시작하기 위해 안티오키아를 떠나기 얼마 전, 기독교 이외의 종교들을 육성하려는 노력의 일환으로 유대 성전을 재건하라고 명령했다. 성전 재건의 실패는 주로 극적인 363년 갈릴래아 지진에 기인하며, 전통적으로 유대인들의 프로젝트에 대한 양가감정 때문이라고도 여겨진다. 사보타주나 우발적인 화재도 가능성이다. 신의 개입은 당시 기독교 역사가들 사이에서 흔한 견해였다. 율리아누스의 유대인 지지는 유대인들로 하여금 그를 "헬라스인 율리아누스"라고 부르게 했다. 율리아누스의 페르시아 원정에서의 치명적인 부상과 그로 인한 사망은 유대인들의 열망을 종식시켰고, 율리아누스의 후계자들은 비잔티움의 예루살렘 통치 전반에 걸쳐 기독교를 받아들여 유대인의 어떠한 주장도 막았다.
438년에 에우도키아 황후가 유대인들이 성전산에서 기도하는 것을 금지하는 조치를 해제했을 때, 갈릴래아의 공동체 지도자들은 "위대하고 강대한 유대 민족에게"라는 서한을 발표했는데, 이는 "우리 백성의 유배 생활의 끝이 왔다!"는 말로 시작되었다. 그러나 도시의 기독교인들은 이를 자신들의 우위에 대한 위협으로 보고 허용하지 않았으며, 폭동이 일어나 유대인들을 도시에서 쫓아냈다.
5세기와 6세기 동안, 팔레스티나 프리마 지방에서 일련의 사마리아인 봉기가 일어났다. 특히 세 번째와 네 번째 봉기는 사마리아인 공동체를 거의 완전히 전멸시켰다. 556년 사마리아인 봉기는 유대인 공동체도 합류했을 가능성이 높은데, 유대인 공동체도 이스라엘 종교에 대한 잔혹한 탄압을 겪었기 때문이다.
다가올 복원에 대한 믿음으로, 7세기 초 유대인들은 614년에 팔레스티나 프리마를 침공한 페르시아인들과 동맹을 맺었고, 그들과 함께 싸워 예루살렘의 비잔티움 수비대를 압도했으며, 예루살렘을 자치 지역으로 다스릴 권한을 부여받았다. 그러나 그들의 자치는 짧았는데, 예루살렘의 유대 지도자는 기독교 반란 중 곧 암살되었고, 예루살렘은 3주 안에 페르시아인과 유대인에 의해 재점령되었음에도 불구하고 무정부 상태에 빠졌다. 이후 페르시아 군대가 철수하자 유대인들은 625년 또는 628년에 비잔티움에 항복했지만, 629년에 기독교 극단주의자들에게 학살당했고, 생존자들은 이집트로 도피했다. 이 지역에 대한 비잔티움(동로마 제국)의 통제는 637년 우마르 이븐 알카타브가 아크레 정복을 완료하면서 마침내 이슬람 아랍 군대에게 상실되었다.

### 이슬람 이전 바빌로니아의 유대인 (서기 219년–638년)
예루살렘 함락 이후, 바빌로니아(현 이라크)는 천년 이상 유대교의 중심지가 되었다. 바빌로니아의 첫 유대인 공동체는 기원전 597년 여호야긴이 유다 지파를 바빌론으로 추방하면서 시작되었고, 기원전 586년 예루살렘 성전 파괴 이후에도 이어졌다. 서기 135년 바르 코크바의 난 이후 수세기 동안 더 많은 유대인들이 바빌론으로 이주했다. 가장 크고 저명한 유대인 도시와 공동체 중 일부가 설립된 바빌로니아는 13세기까지 유대인 생활의 중심지가 되었다. 1세기에는 바빌로니아가 이미 급속히 성장하는 약 100만 명의 유대인 인구를 보유하고 있었는데, 이는 서기 200년에서 500년 사이에 약 200만 명으로 증가했으며, 이는 자연 증가와 유다에서 온 유대인들의 이민 모두에 의한 것으로, 당시 전 세계 유대인 인구의 약 6분의 1을 차지했다. 그곳에서 그들은 고대 바빌로니아 유대인들이 사용했던 언어인 히브리어와 아람어로 바빌로니아 탈무드를 저술했다. 유대인들은 바빌로니아 탈무드 학원, 즉 게오님 학원("게오님"은 성서 히브리어로 "영광" 또는 "천재"를 의미)을 설립했으며, 이 학원은 서기 500년경부터 1038년까지 바빌로니아에서 유대인 학문과 유대법 발전의 중심지가 되었다. 가장 유명한 두 학원은 품베디타 학원과 수라 학원이었다. 주요 예시바는 느하르데아와 마후자에도 위치했다. 탈무드 예시바 학원들은 유대 문화와 교육의 주요 부분이 되었고, 유대인들은 서유럽과 동유럽, 북아프리카, 그리고 나중에는 미국과 유대인들이 디아스포라에서 살았던 전 세계 다른 나라들에도 예시바 학원들을 계속 설립했다. 대부분 미국과 이스라엘에 위치한 예시바 학원에서의 탈무드 연구는 오늘날에도 계속되고 있다.
이 바빌로니아의 탈무드 예시바 학원들은 아모라임("해설자")—미슈나의 봉인 시대 말부터 탈무드의 봉인 시대(서기 220년–500년)까지 (유다와 바빌론 모두에서) 활동했던 탈무드 현자들—의 시대를 따랐고, 사보라임("추론자")—아모라임 시대 말(5세기)부터 게오님 시대 초까지 바빌론의 베트 미드라시(토라 학습 장소) 현자들—의 시대를 따랐다. 게오님(히브리어: גאונים)은 수라와 품베디타의 두 위대한 랍비 대학의 총장이었으며, 중세 초기 전 세계 유대인 공동체의 일반적으로 인정된 정신적 지도자였고, 이슬람 땅의 유대인들에 대한 세속적 권위를 행사했던 레쉬 갈루타 (망명 왕조)와는 대조적이었다. 전통에 따르면, 레쉬 갈루타는 유다 왕들의 후손이었고, 그래서 파르티아 왕들은 그들을 매우 존경했다.
고대 후기와 초기 중세 시대의 유대인들에게 바빌로니아의 예시봇은 고대 산헤드린과 거의 같은 기능을 수행했는데, 즉 유대 종교 권위자들의 평의회 역할을 했다. 학원들은 조로아스터교 사산 왕조 통치하의 이슬람 이전 바빌로니아에 설립되었으며, 당시 세계 최대 도시였던 사산 왕조의 수도 크테시폰에서 멀지 않은 곳에 위치했다. 7세기 페르시아 정복 이후, 이 학원들은 이슬람 칼리파국 하에서 4백 년 동안 계속 운영되었다. 셰리라 가온에 따르면 수라의 첫 가온은 609년에 취임한 마르 바르 랍 차난이었다. 수라의 마지막 가온은 1034년에 사망한 사무엘 벤 호프니였으며, 품베디타의 마지막 가온은 1040년에 고문당해 사망한 히즈키야 가온이었다. 따라서 게오님 활동은 거의 450년 동안 이어졌다.
바빌로니아 유대교의 주요 중심지 중 하나는 느하르데아였는데, 당시 그곳은 대부분 유대인으로 구성된 매우 큰 도시였다. 매우 오래된 시나고그가 느하르데아에 있었는데, 이는 여호야긴 왕이 지은 것으로 믿어졌다. 느하르데아 근처의 후잘에는 또 다른 시나고그가 있었는데, 그 근처에는 에즈라 학원의 폐허가 보였다. 하드리아누스 시대 이전에 아키바는 산헤드린의 임무로 느하르데아에 도착했을 때, 혼인법의 한 지점에 대해 현지 학자와 토론에 참여했다 (미슈나 예브, 끝). 동시에 메소포타미아 북부의 니시비스에는 훌륭한 유대인 대학이 있었는데, 그곳의 수장은 유다 벤 바티라였고, 박해 시대에 많은 유대인 학자들이 그곳에서 피난처를 찾았다. 또한 유대인 이민자인 요수아 벤 하나니아의 조카인 하나니아에 의해 설립된 느하르-페코드의 한 학교도 일시적인 중요성을 얻었는데, 유대 당국이 하나니아의 야망을 신속하게 저지하지 않았다면 이 학교가 바빌로니아 유대인과 유대-이스라엘 유대인 사이에 분열을 일으킬 수도 있었다.

### 비잔티움 시대 (서기 324년–638년)
유대인들은 로마 제국 전역에 널리 퍼져 있었고, 이는 중앙 및 동부 지중해의 비잔티움 통치 시기에도 어느 정도 이어졌다. 비잔티움 제국의 전투적이고 배타적인 기독교와 황제교황주의는 유대인들을 잘 대우하지 않았고, 제국 내 디아스포라 유대인들의 지위와 영향력은 급격히 감소했다.
유대인들을 기독교로 개종시키는 것이 공식적인 기독교 정책이었으며, 기독교 지도부는 이를 위해 로마의 공식적인 권력을 사용했다. 351년에 유대인들은 그들의 총독 콘스탄티우스 갈루스의 가중된 압력에 대항하여 반란을 일으켰다. 갈루스는 반란을 진압하고 반란이 시작되었던 갈릴래아 지역의 주요 도시들을 파괴했다. 치포리와 리다(두 주요 법률 학원의 소재지)는 결코 회복되지 못했다.
이 시기에 티베리아스의 나시인 힐렐 2세는 월별 달의 관측이 필요 없는 공식 달력을 만들었다. 월은 정해졌고, 달력은 유대에서 더 이상의 권위를 필요로 하지 않았다. 거의 동시에, 티베리아스의 유대 학원은 유다 하-나시 사망 후 수세대에 걸쳐 공부한 학자들이 발전시킨 미슈나, 브라이토트, 설명, 해석들을 종합하기 시작했다. 이 텍스트는 미슈나의 순서에 따라 조직되었다: 미슈나의 각 단락 뒤에는 해당 미슈나와 관련된 모든 해석, 이야기, 응답들이 편집되었다. 이 텍스트를 예루살렘 탈무드라고 부른다.
유대인들은 율리아누스 황제의 통치 기간 동안 공식적인 박해에서 잠시 벗어날 수 있었다. 율리아누스의 정책은 로마 제국을 헬레니즘으로 되돌리는 것이었고, 그는 유대인들에게 예루살렘 재건을 장려했다. 율리아누스의 통치가 361년부터 363년까지 짧았기 때문에, 유대인들은 로마 기독교 통치가 제국에 복원되기 전에 충분히 재건할 수 없었다. 398년 요한 크리소스톰이 총대주교로 성임되면서 유대인에 대한 기독교 수사가 더욱 날카로워졌다. 그는 "유대인에 대항하여"와 "조상에 관하여, 강론 17"과 같은 제목의 설교를 했으며, 여기서 요한은 "유대인 질병"에 대해 설교했다. 이러한 격앙된 언어는 안티오키아와 콘스탄티노폴리스와 같은 대규모 유대인 정착지에 대한 기독교인의 불신과 증오 분위기에 기여했다.
5세기 초, 테오도시우스 황제는 유대인에 대한 공식적인 박해를 확립하는 일련의 칙령을 발표했다. 유대인들은 노예를 소유하거나, 새로운 시나고그를 짓거나, 공직을 맡거나, 유대인과 비유대인 사이의 소송을 재판하는 것이 허용되지 않았다. 유대인과 비유대인 간의 혼인은 사형에 해당하는 범죄가 되었고, 기독교인의 유대교 개종도 마찬가지였다. 테오도시우스는 산헤드린을 폐지하고 나시 직위를 없앴다. 유스티니아누스 황제 아래에서 당국은 유대인의 시민권을 더욱 제한하고, 그들의 종교적 특권을 위협했다. 황제는 시나고그의 내정에 간섭했고, 예를 들어 예배에서 히브리어 사용을 금지했다. 이러한 제한을 어기는 자들은 육체적 형벌, 추방, 재산 몰수의 위협을 받았다. 시르티스 마이오르 근처 보리움의 유대인들은 벨리사리우스 장군의 반달족에 대한 전역에서 비잔티움군에 저항했지만, 강제로 기독교로 개종당했고 그들의 시나고그는 교회로 개조되었다.
유스티니아누스와 그의 후계자들은 유다이아 속주 외의 문제에 관심을 가졌고, 이 규제를 집행할 병력이 부족했다. 그 결과 5세기는 새로운 시나고그들이 많이 건축된 시기였고, 많은 시나고그들은 아름다운 모자이크 바닥을 가지고 있었다. 유대인들은 비잔티움 문화의 풍부한 예술 형태를 받아들였다. 이 시기의 유대인 모자이크는 사람, 동물, 메노라, 황도대, 그리고 성경 인물을 묘사한다. 이러한 시나고그 바닥의 훌륭한 예시들이 베이트 알파 (아브라함이 아들 이삭 대신 숫양을 희생하는 장면과 황도대가 포함됨), 티베리아스, 베이트 셰안, 그리고 치포리에서 발견되었다.
비잔티움 통치하 유대인들의 불안정한 존재는 오래 지속되지 못했다. 이는 주로 멀리 떨어진 아라비아반도(그곳에는 많은 유대인들이 거주했다. 자세한 내용은 이슬람 통치하 유대인의 역사 참조)에서 이슬람교가 폭발적으로 확산되었기 때문이다. 무슬림 칼리파국은 636년 야르무크 전투에서의 승리 후 몇 년 안에 레반트(현대 이스라엘, 요르단, 레바논, 시리아로 정의됨)에서 비잔티움인들을 몰아냈다. 수세기 동안 수많은 유대인들이 비잔티움 제국에 남아 있는 영토를 떠나 칼리파국으로 이주했다.
비잔티움 제국 내 유대인 공동체의 규모는 일부 황제들이 아나톨리아의 유대인들을 강제로 기독교로 개종시키려는 시도에 의해 영향을 받지 않았는데, 이러한 시도는 거의 성공을 거두지 못했기 때문이다. 역사가들은 비잔티움 통치하 소아시아 유대인들의 지위에 대해 계속 연구하고 있다. (견해의 예를 들면, J. Starr The Jews in the Byzantine Empire, 641–1204; S. Bowman, The Jews of Byzantium; R. Jenkins Byzantium; Averil Cameron, "Byzantines and Jews: Recent Work on Early Byzantium", Byzantine and Modern Greek Studies 20 (1996)를 참조). 서유럽에서 그 시기에 흔했던 유형의 체계적인 박해(포그롬, 화형, 대량 추방 등)는 비잔티움에서 기록되지 않았다. 메흐메트 2세의 도시 정복 이후 콘스탄티노폴리스의 많은 유대인 인구는 그 자리에 남아 있었다.

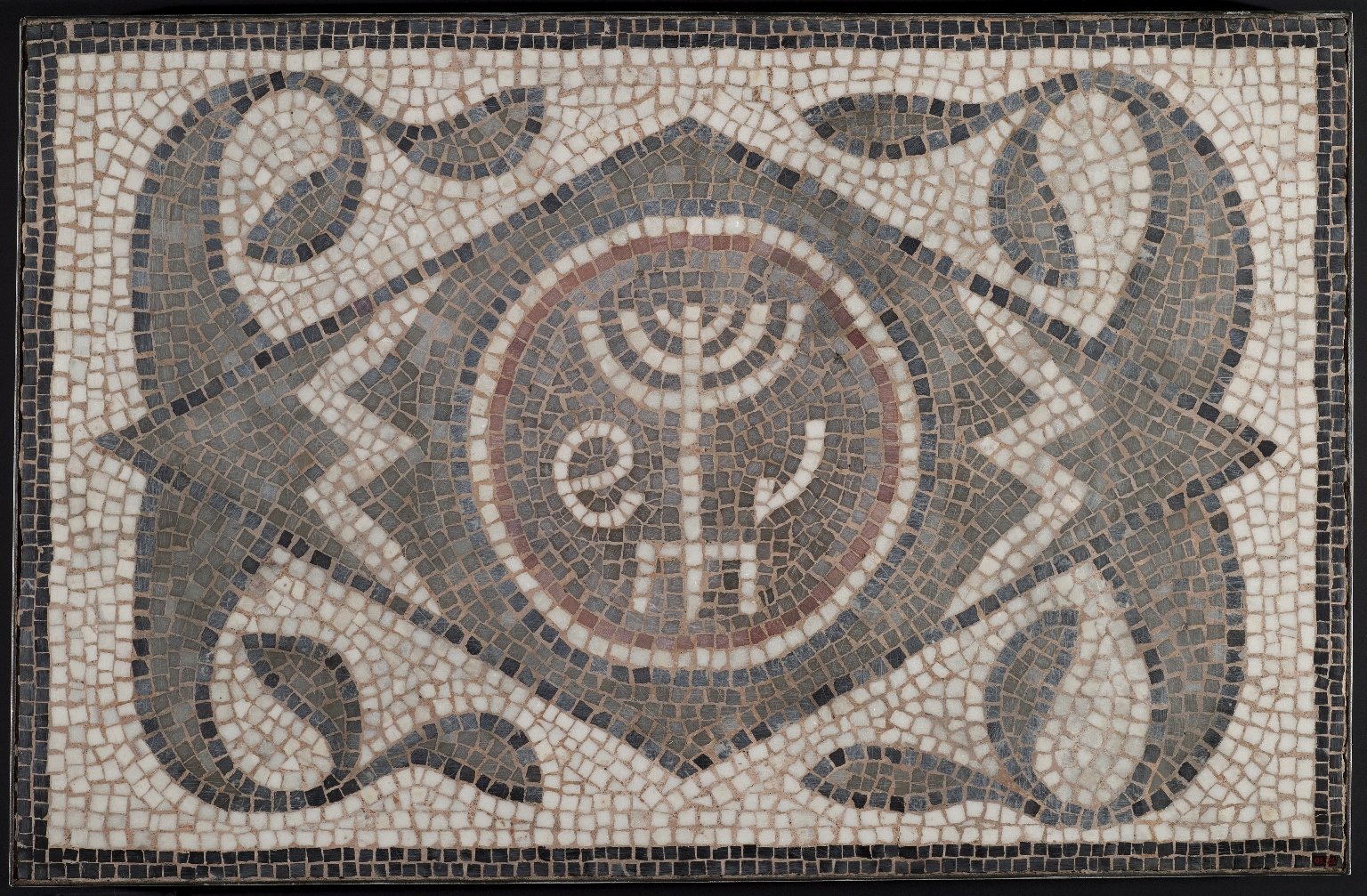
6세기 브루클린 미술관의 룰라브와 에트로그가 있는 메노라 모자이크
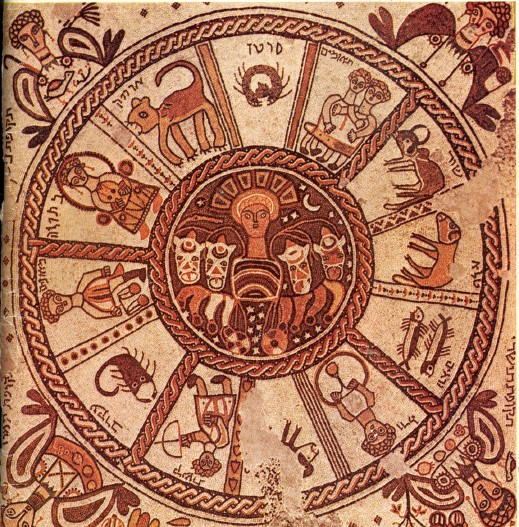
베이트 알파 시나고그의 모자이크 바닥 (5세기)
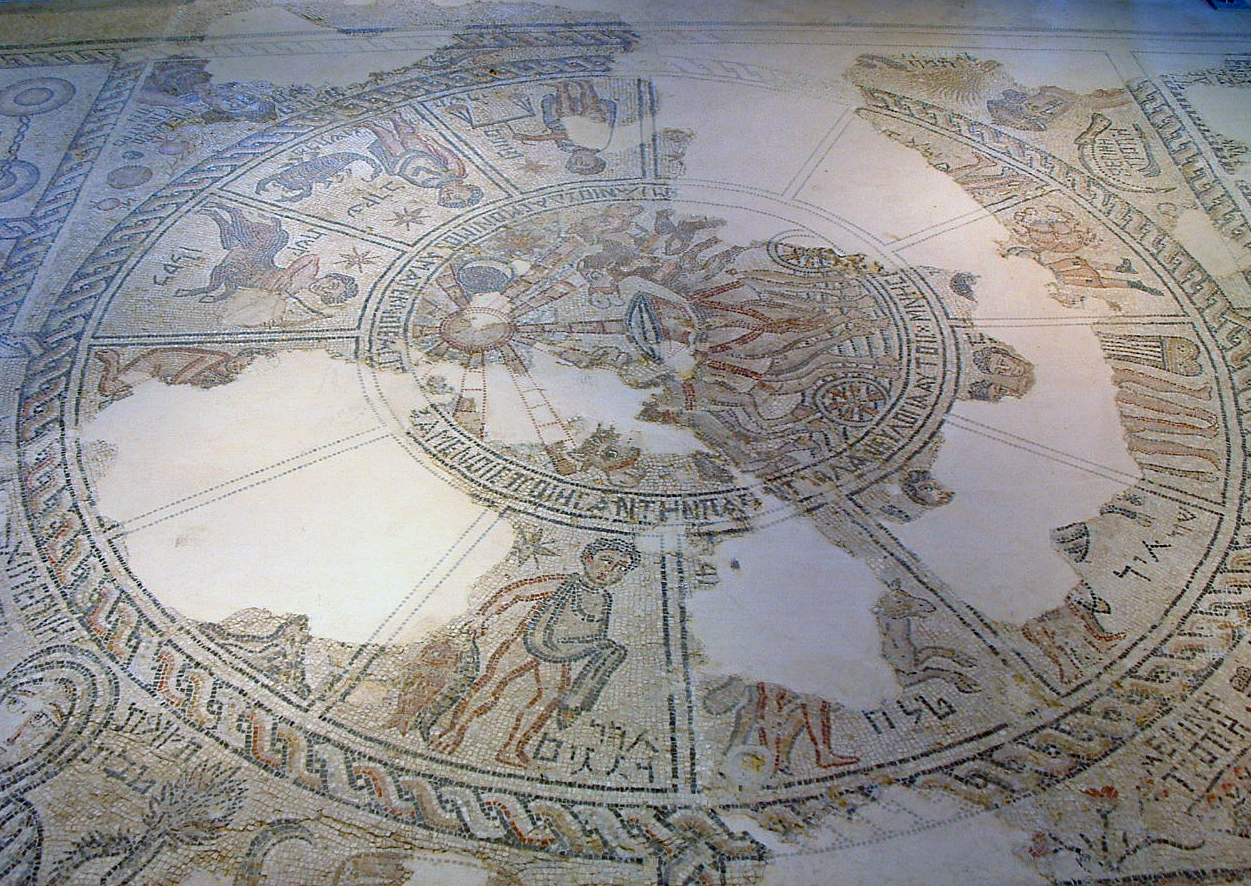
치포리 시나고그의 모자이크 (5세기)
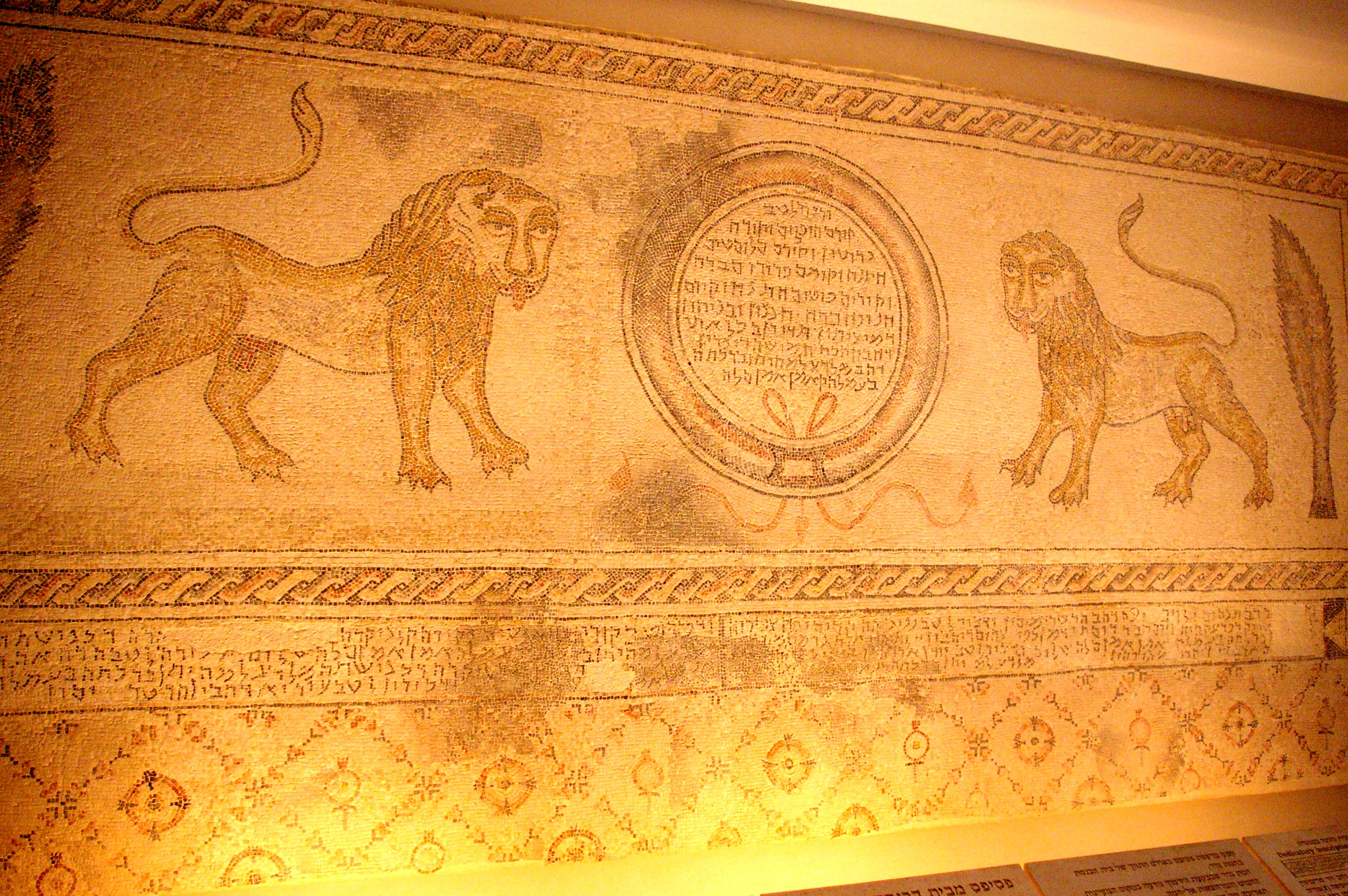
함마트 가데르 시나고그에서 발견된 모자이크 바닥 (5세기 또는 6세기)

### 디아스포라 공동체

68년 코친에 도착한 유대인 순례자들.

코친 유대인 전통에 따르면, 그들 공동체의 뿌리는 서기 72년 제2성전 파괴 이후 싱글리에 유대인들이 도착했을 때로 거슬러 올라간다. 또한 서기 379년에 지역 왕인 체라만 페루말이 그들의 지도자인 요셉 라반에게 자치권을 부여하는 의미로 유대 왕국이 설립되었다고 전한다. 그곳의 첫 시나고그는 1568년에 건축되었다. 인도 기독교 설립에 대한 사도 토마 전설은 그가 그곳에 도착했을 때 히브리어를 이해하는 현지 소녀를 만났다고 전한다.
아마도 4세기에는 현대 에티오피아에 유대 국가인 시미엔 왕국이 설립되어 17세기까지 지속되었다.

## 중세 시대

### 이슬람 시대 (638년–1099년)
서기 638년, 비잔티움 제국은 레반트에 대한 통제권을 상실했다. 우마르 칼리프 휘하의 아랍 이슬람 제국은 예루살렘과 메소포타미아, 시리아, 팔레스타인, 이집트 땅을 정복했다. 정치 체제로서 이슬람은 유대인들의 경제, 사회, 지적 발전에 근본적으로 새로운 조건을 만들어냈다. 우마르 칼리프는 유대인들이 500년 만에 예루살렘에 다시 정착하는 것을 허용했다. 유대인 전통은 우마르 칼리프를 자비로운 통치자로 여기며 미드라시(니스타로트 데-라브 시몬 바르 요하이)는 그를 "이스라엘의 친구"라고 부른다.
아랍 지리학자 알무카다시에 따르면, 유대인들은 "공동체의 동전 감정사, 염색공, 무두장이, 은행가"로 일했다. 파티마 왕조 시대에는 많은 유대인 관리들이 정권에 봉사했다. 모세 길 교수는 서기 7세기 아랍 정복 당시 인구의 대부분이 기독교인과 유대인이었다고 믿는다.
이 시기에 유대인들은 고대 바빌로니아 전역의 번성하는 공동체에서 살았다. 게오님 시대(650년–1250년)에는 바빌로니아 예시바 학원들이 유대인 학문의 주요 중심지였다. 이 학교의 수장인 게오님(“영광” 또는 “천재”를 의미)은 유대법의 최고 권위자로 인정받았다.
7세기에 새로운 이슬람 통치자들이 하라즈 토지세를 도입했는데, 이는 바빌로니아 유대인들이 시골에서 바그다드와 같은 도시로 대규모로 이주하는 계기가 되었다. 이는 다시 더 큰 부와 국제적 영향력으로 이어졌고, 사아디아 가온과 같은 유대인 사상가들이 서양 철학에 처음으로 깊이 참여하는 등 더 세계적인 시야를 갖게 되었다. 10세기에 아바스 칼리파국과 바그다드 시가 쇠퇴하자, 많은 바빌로니아 유대인들이 지중해 지역으로 이주하여, 바빌로니아 유대인 관습이 유대 세계 전역에 확산되는 데 기여했다.

### 초기 무슬림 스페인의 유대인 황금기 (711년–1031년)
스페인 유대 문화의 황금기는 유럽의 중세와 일치하는데, 이 시기는 이베리아반도 대부분 지역이 무슬림 통치를 받던 때였다. 이 기간 동안 유대인들은 일반적으로 사회에서 받아들여졌고, 유대인 종교, 문화, 경제 생활은 번성했다.
그리하여 이베리아반도의 유대인들에게 관용의 시대가 열렸는데, 그들의 수는 무슬림 정복 이후 아프리카からの 이민으로 상당히 증가했다. 특히 912년 이후, 아브드 알 라흐만 3세와 그의 아들 알 하캄 2세의 통치 기간 동안 유대인들은 번성하여 코르도바 칼리파국에 봉사하고, 과학 연구, 상업 및 산업, 특히 비단과 노예 무역에 전념하여 국가의 번영을 촉진했다. 유대인의 경제적 확장은 비할 데가 없었다. 톨레도에서 유대인들은 아랍어 텍스트를 로망스어군으로 번역하는 일뿐만 아니라 그리스어와 히브리어 텍스트를 아랍어로 번역하는 일에도 참여했다. 유대인들은 또한 식물학, 지리학, 의학, 수학, 시, 철학에도 기여했다.
일반적으로 유대인들은 자신의 종교를 실천하고 공동체의 법과 성경에 따라 생활할 수 있었다. 게다가 그들이 겪었던 제약은 실질적이고 현실적인 성격이라기보다는 사회적이고 상징적인 성격이었다. 즉, 이러한 규제들은 두 공동체 간의 관계를 정의하는 역할을 했고, 유대인 인구를 억압하는 역할을 하지 않았다.

아브드 알 라흐만 궁정의 의사이자 장관이었던 하스다이 벤 이삭 이븐 샤프루트는 메나헴 벤 사룩, 두나시 벤 라브라트, 그리고 다른 유대인 학자와 시인들의 후원자였다. 이 시기 유대인 사상은 사무엘 하-나기드, 모세 이븐 에즈라, 솔로몬 이븐 가비롤 유다 하레비 및 마이모니데스와 같은 유명한 인물들 아래 번성했다. 아브드 알 라흐만 재위 기간 동안, 학자 모세 벤 하노크가 코르도바의 랍비로 임명되었고, 그 결과 알안달루스는 탈무드 연구의 중심지가 되었으며, 코르도바는 유대인 학자들의 만남의 장소가 되었다.
황금기는 종교적 소수자에게 매우 불관용적인 북아프리카 출신의 보수 왕조인 알모하드 칼리파국의 알안달루스 침공과 함께 끝났다.

### 십자군 시대 (1099년–1260년)

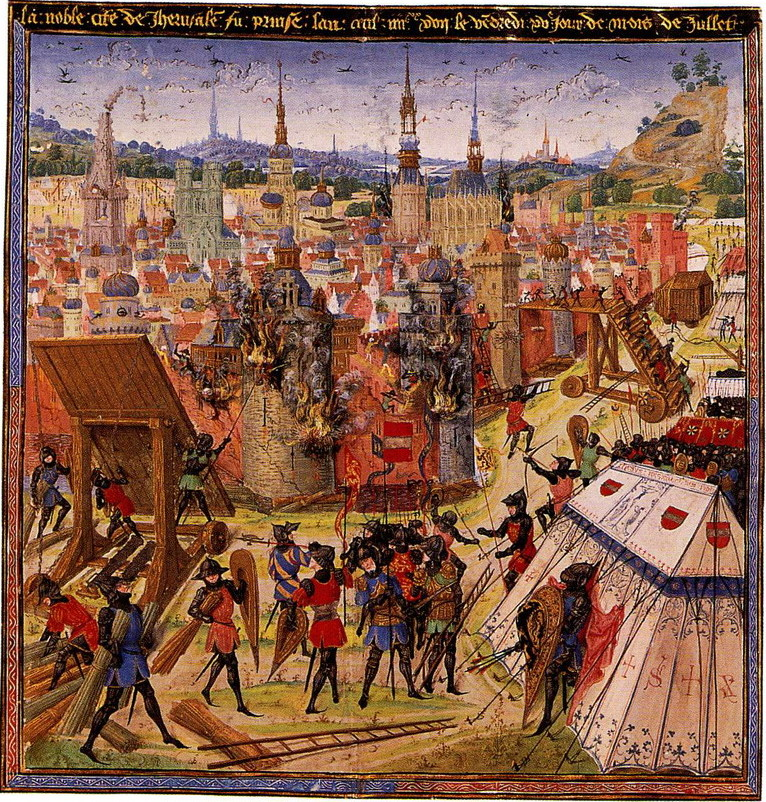
예루살렘 점령, 1099년

예수의 죽음에 대한 복수를 외치는 설교는 기독교인들이 십자군에 참여하도록 고무시켰다. 12세기 R. 솔로몬 벤 삼손의 유대인 서술에 따르면, 성지로 가는 십자군들은 이스마엘인들과 싸우기 전에 예수 그리스도의 십자가형에 대한 복수를 위해 그들 가운데 거주하는 유대인들을 학살하기로 결정했다. 학살은 루앙에서 시작되었고 라인강 유역의 유대인 공동체는 심각한 피해를 입었다.
하이델베르크 주변 지역의 유대인들에게 십자군 공격이 가해졌다. 엄청난 수의 유대인들이 희생되었다. 많은 사람들이 강제로 기독교로 개종되었고, 많은 사람들이 세례를 피하기 위해 자살했다. 자살을 선택하게 된 주요 원인 중 하나는 살해당하면 자녀들이 기독교인으로 길러질 수 있다는 유대인들의 깨달음이었다. 유대인들은 기독교 땅 한가운데 살고 있었고 이러한 위험을 절실히 느꼈다. 이 학살은 홀로코스트로 이어진 일련의 반유대주의적 사건 중 첫 번째로 여겨진다. 유대인들은 학살 기간 동안 기독교 이웃과 통치자들에게 버림받았다고 느꼈고 모든 약속과 헌장에 대한 믿음을 잃었다.
많은 유대인들이 자기 방어를 선택했다. 그러나 그들의 자기 방어 수단은 제한적이었고 사상자만 증가했다. 대부분의 강제 개종은 비효과적이었다. 많은 유대인들이 나중에 원래의 신앙으로 돌아왔다. 교황은 이에 반대했지만 하인리히 4세 황제는 이러한 회귀를 허용하는 데 동의했다. 학살은 기독교 세계의 유대인들에게 새로운 시대를 열었다. 유대인들은 사회적 압력으로부터 신앙을 보존해 왔지만, 이제는 칼날 앞에서 그것을 보존해야 했다. 십자군 동안의 학살은 영적으로 유대인들을 내부적으로 강화했다. 유대인의 관점은 그들의 투쟁이 하느님의 이름을 거룩하게 하는 이스라엘의 투쟁이라는 것이었다.
1099년, 유대인들은 아랍인들이 십자군에 대항하여 예루살렘을 방어하는 것을 도왔다. 도시가 함락되자 십자군들은 많은 유대인들을 시나고그에 모아 불을 질렀다. 하이파에서는 유대인들이 거의 단독으로 십자군에 대항하여 한 달(1099년 6월~7월) 동안 도시를 방어했다. 이 시기에는 예루살렘, 티베리아스, 람레, 아슈켈론, 카이사리아, 가자를 포함하여 전국에 유대인 공동체가 흩어져 있었다. 십자군 시대에 유대인들은 토지를 소유할 수 없었으므로, 평온한 시기에는 해안 도시에서 상업과 무역에 종사했다. 대부분은 장인이었는데: 시돈에서는 유리공예가, 예루살렘에서는 모피상과 염색공이었다.
이 시기, 티베리아스의 마소라 학자들은 니쿠드, 즉 히브리 문자의 모음을 나타내거나 문자의 다른 발음을 구별하는 데 사용되는 발음 구별 기호 시스템을 확립했다. 이 시기에 팔레스타인에서 수많은 피유트와 미드라시가 기록되었다.
마이모니데스는 1165년에 예루살렘을 방문하여 성전산에 갔으며, 그곳에서 "크고 거룩한 집"에서 기도했다고 기록했다. 마이모니데스는 자신과 아들을 위해 매년 헤슈반 6일을 성전산에 올라가 기도한 날을 기념하는 휴일로 정했고, 또 다른 휴일인 헤슈반 9일은 헤브론의 막벨라굴에서 기도할 수 있었던 날을 기념했다.
1141년에 유다 하레비는 유대인들에게 팔레스타인으로 이주하라는 호소를 발표하고 직접 긴 여정을 떠났다. 코르도바에서 폭풍우가 치는 항해 끝에 그는 이집트 알렉산드리아에 도착했고, 그곳에서 친구들과 숭배자들의 열렬한 환영을 받았다. 다미에타에서는 그는 자신의 마음과 친구인 할폰 하-레비의 탄원에 맞서 싸워야 했는데, 그들이 그에게 이집트에 머물러 불관용적인 억압에서 자유롭게 살 것을 간청했기 때문이다. 그는 거친 육로를 따라 출발했다. 그는 티레와 다마스쿠스의 유대인들을 만났다. 유대인 전설에 따르면, 그는 성스러운 도시를 보고 압도되어 가장 아름다운 비가, 유명한 "시온 시"(시온 하-로 티스할리)를 불렀다고 한다. 그 순간, 한 아랍인이 성문에서 달려나와 그를 덮쳤고, 그는 그 사고로 사망했다.

### 맘루크 시대 (1260년–1517년)
나흐마니데스는 1267년에 예루살렘 구시가지에 정착한 것으로 기록되어 있다. 그는 아크레로 이주하여 당시 성지에서 방치되던 유대인 학문 확산에 적극적으로 활동했다. 그는 주변에 제자들을 모았고, 유프라테스 강 유역에서조차 사람들이 무리 지어 그의 강연을 들으러 왔다. 카라이트들도 그의 강의에 참석했다고 전해지며, 그중에는 아론 벤 요셉 장로도 있었다. 그는 나중에 가장 위대한 카라이트 권위자 중 한 명이 되었다. 나흐마니데스가 예루살렘에 도착한 직후, 그는 아들 나흐만에게 편지를 보냈는데, 그 편지에서 성스러운 도시의 황폐함을 묘사했다. 당시 그곳에는 두 명의 유대인 주민, 즉 직업이 염색공인 두 형제만이 있었다. 아크레에서 보낸 나중 편지에서 나흐마니데스는 아들에게 겸손을 기르도록 권고하는데, 그는 겸손을 미덕의 첫째로 여긴다. 카스티야 궁정에서 공직을 맡고 있던 그의 둘째 아들에게 보낸 또 다른 편지에서 나흐마니데스는 매일 기도를 암송하고 무엇보다 부도덕함을 경고한다. 나흐마니데스는 76세가 되어 사망했으며, 그의 유해는 하이파의 파리예첼 무덤 옆에 안장되었다.
예히엘 파리시는 1260년에 그의 아들과 많은 추종자들과 함께 아크레로 이주했다. 그곳에서 그는 탈무드 학원인 미드라시 하가돌 드파리스를 설립했다. 그는 1265년에서 1268년 사이에 그곳에서 사망한 것으로 추정된다. 1488년에 미슈나 주석가인 오바디아 벤 아브라함이 예루살렘에 도착했는데, 이는 이 땅에 유대인 공동체의 새로운 귀환 시대를 알렸다.

#### 스페인, 북아프리카, 중동
중세 시대에 유대인들은 기독교 통치자보다 이슬람 통치자들에게 더 나은 대우를 받는 경향이 있었다. 이등 시민권에도 불구하고 유대인들은 무슬림 궁정에서 중요한 역할을 했으며, 서기 900년에서 1100년경 무어인 스페인에서 황금기를 경험했지만, 그 이후 상황은 악화되었다. 그러나 수세기 동안, 특히 모로코, 리비아, 알제리에서는 유대인 사망으로 이어진 폭동이 발생했으며, 결국 유대인들은 게토에서 살도록 강요받았다.
11세기 동안 스페인의 무슬림들은 유대인들에 대한 포그롬을 자행했는데; 이는 1011년 코르도바와 1066년 그라나다에서 발생했다. 중세 시대에는 이집트, 시리아, 이라크, 예멘 정부가 시나고그 파괴를 명령하는 칙령을 제정했다. 특정 시기에는 유대인들이 예멘, 모로코, 바그다드의 일부 지역에서 이슬람으로 개종하거나 죽음을 택하도록 강요받았다. 1172년까지 이슬람 이베리아 대부분을 장악했던 알모하드는 근본주의적 관점에서 알모라비드 왕조를 능가했다. 그들은 딤미들을 가혹하게 대우했다. 그들은 유대인과 기독교인 모두를 모로코와 이슬람 스페인에서 추방했다. 죽음 또는 개종의 선택에 직면하여 많은 유대인들이 이주했다. 마이모니데스 가문과 같은 일부는 남쪽과 동쪽의 더 관용적인 무슬림 땅으로 도피했고, 다른 이들은 북쪽으로 가서 성장하는 기독교 왕국에 정착했다.

### 유럽
미국 작가 제임스 캐롤에 따르면, "유대인은 로마 제국 전체 인구의 10%를 차지했다. 그 비율대로라면 다른 요인이 개입하지 않았다면 오늘날 세계에는 1,300만 명이 아니라 2억 명의 유대인이 있었을 것이다."
유대인 인구는 아주 초기부터 유럽, 특히 옛 로마 제국 지역에 널리 퍼져 있었다. 유대인 남성이 이민을 가면서 일부는 현지 인구와 결혼하기도 했는데, 이는 유대인 인구 사이의 다양한 미토콘드리아 DNA와 Y-DNA를 비교하여 알 수 있다. 이 집단들은 상인들과 나중에 디아스포라 구성원들에 의해 합류되었다. 프랑스(프랑스 유대인의 역사)와 독일(독일 유대인의 역사)의 유대인 공동체 기록은 4세기부터 시작되며, 스페인의 상당한 유대인 공동체는 그보다 더 일찍 언급되었다.
역사가 노먼 캔터와 다른 20세기 학자들은 중세가 유대인에게 한결같이 어려운 시기였다는 전통에 이의를 제기한다. 교회가 점차 규칙이 늘어나는 기관으로 완전히 조직되기 전에는 초기 중세 사회는 관용적이었다. 800년에서 1100년 사이에 약 150만 명의 유대인이 기독교 유럽에 살았다. 그들은 기독교인이 아니었기 때문에 성직자, 기사, 농노로 구성된 봉건 제도의 구분에 포함되지 않았다. 이는 그들이 기독교 평민들이 겪었던 억압적인 노동 및 군사 징집 요구를 충족할 필요가 없다는 것을 의미한다. 기독교 사회와의 관계에서 유대인들은 재정, 행정, 의학의 세 가지 영역에서 제공하는 중요한 서비스 때문에 왕, 제후, 주교의 보호를 받았다. 정치적 강점의 부족은 유대인들이 극심한 세금 부과를 통해 착취에 취약하게 만들었다.
성경에 관심 있는 기독교 학자들은 탈무드 랍비들과 상의했다. 로마 가톨릭 교회가 기관으로서 강화되고, 프란치스코회와 도미니코회 설교 수도회가 설립되었으며, 경쟁적인 중산층 도시 거주 기독교인들이 부상했다. 1300년경에는 수도사들과 지역 사제들이 성주간 동안 수난극을 상연했는데, 이 연극은 복음서에 따라 유대인들(당대 의상 차림)이 그리스도를 살해하는 모습을 묘사했다. 이 시기부터 유대인 박해와 추방이 만연해졌다. 1500년경에는 현재의 폴란드에서 유대인들이 상대적인 안전과 번영의 재기를 찾았다.
1300년 이후 유대인들은 기독교 유럽에서 더 많은 차별과 박해를 겪었다. 유럽의 유대인들은 주로 도시 거주자였고 문맹이 아니었다. 기독교인들은 유대인들이 유대 경전에 대한 지식으로 기독교 교리의 진실을 알 것으로 기대되었기 때문에, 그들의 관점에서 유대인들을 진실을 고집스럽게 부인하는 자들로 여기는 경향이 있었다. 유대인들은 기독교를 받아들이라는 압력을 알고 있었다. 가톨릭교도들은 교회에 의해 이자를 받고 돈을 빌려주는 것이 금지되었기 때문에, 일부 유대인들은 저명한 고리대금업자가 되었다. 기독교 통치자들은 점차 파문당할 위험 없이 자본을 공급할 수 있는 이러한 계층의 사람들이 있다는 이점을 보았다. 그 결과, 서유럽의 금융업은 유대인들의 전문 분야가 되었다. 그러나 거의 모든 경우에 유대인들이 은행 거래를 통해 많은 돈을 벌면, 그들의 생애 동안이나 죽음 후에 왕이 그것을 차지했다. 유대인들은 황제의 종(servi cameræ)이 되었고, 왕의 재산으로 왕은 그들과 그들의 재산을 제후나 도시에 줄 수 있었다.
유대인들은 유럽의 여러 나라에서 자주 학살당하고 추방되었다. 박해는 십자군 시대에 첫 정점에 달했다. 군중 십자군 (1096년) 동안 라인강과 도나우강 유역의 번성하던 유대인 공동체는 완전히 파괴되었다. 제2차 십자군 (1147년) 동안 프랑스의 유대인들은 잦은 학살을 겪었다. 그들은 또한 1251년과 1320년의 목자 십자군에 의해 공격을 받았다. 십자군 이후에는 대규모 추방이 뒤따랐는데, 여기에는 1290년 영국에서 유대인 추방이 포함된다. 1396년에는 10만 명의 유대인들이 프랑스에서 추방되었고, 1421년에는 수천 명이 오스트리아에서 추방되었다. 이 시기 동안 유럽의 많은 유대인들은 도피하거나 추방되어 폴란드로 이주하여 또 다른 황금기를 누렸다.
이탈리아에서 유대인들은 베네치아에 거주할 수 있었지만, 게토에 살도록 요구받았고, 이러한 관행은 이탈리아 전역(쿰 니미스 압수르둠)으로 퍼졌고 가톨릭 유럽의 많은 곳에서 채택되었다. 게토 밖의 유대인들은 종종 노란색 별을 착용해야 했다.

### 스페인과 포르투갈 유대인 추방
14세기 동안 스페인의 수많은 공동체에 대한 상당한 탄압이 발생했는데, 특히 1391년의 대규모 포그롬은 스페인 유대인 30만 명 중 대다수가 가톨릭으로 개종하는 결과를 초래했다. 1492년 그라나다 무슬림 왕국 정복과 함께 가톨릭 군주들은 알람브라 칙령을 발표했고, 스페인에 남아있던 10만 명의 유대인들은 개종 또는 추방 중 하나를 선택하도록 강요받았다. 스페인 유대인 추방은 유대인들에게 서기 73년 예루살렘 파괴 이후 1940년대 홀로코스트까지 최악의 재앙으로 여겨진다.
그 결과, 약 5만에서 7만 명의 유대인이 스페인을 떠났고, 나머지는 스페인에 이미 많았던 콘베르소 공동체에 합류했다. 약 25만 명의 콘베르소는 점차 지배적인 가톨릭 문화에 흡수되었지만, 그들 중 비밀리에 유대교를 실천했던 사람들은 스페인 이단심문소에 의해 40년간의 강도 높은 탄압을 받았다. 특히 1530년까지 그러했으며, 그 이후에는 이단심문소의 콘베르소 재판 비율이 전체의 3%로 떨어졌다. 이와 유사한 세파르딤 추방은 1493년 시칠리아(유대인 37,000명)와 1496년 포르투갈에서도 발생했다. 추방된 스페인 유대인들은 주로 오스만 제국과 북아프리카, 포르투갈로 도피했다. 소수는 네덜란드와 영국에 정착하기도 했다.
추방은 현재 영국, 프랑스, 독일, 오스트리아, 네덜란드에서 오랜 기간에 걸쳐 이루어진 추방 및 금지 조치 이후에 발생했다. 1492년 1월, 스페인의 마지막 무슬림 국가가 패배했고, 6개월 후 스페인의 유대인(세계에서 가장 큰 공동체)은 재산을 버리고 개종하거나 떠나야 했다. 10만 명은 개종했고, 많은 이들은 비밀리에 유대교를 실천했으며, 이에 대해 가톨릭 교회의 스페인 이단심문소 (토르케마다가 이끌었다)는 이제 공개 화형을 명령했다. 17만 5천 명은 스페인을 떠났다.
많은 스페인 유대인들은 북아프리카, 폴란드 및 오스만 제국, 특히 테살로니키 (현 그리스)로 이주하여 세계 최대의 유대인 도시가 되었다. 일부 집단은 오스만 제국의 영토 내 중동 및 팔레스타인으로 향했다. 약 10만 명의 스페인 유대인들은 포르투갈로 입국이 허용되었으나, 5년 후 그들의 자녀들은 압류되었고, 그들은 개종하거나 자녀 없이 떠나야 하는 선택에 직면했다.

## 근세
현대 유대인을 연구하는 역사가들은 유럽 유대인들이 "근대화"되어 주류 유럽 사회에 통합된 네 가지 다른 경로를 식별했다. 일반적인 접근 방식은 정치적 해방이 제기한 약속과 도전에 직면한 유대인들이 유럽 계몽시대의 렌즈를 통해 과정을 보는 것이었다. 이 접근 방식을 사용하는 학자들은 유대 전통의 쇠퇴와 게토의 붕괴로 이어진 유대 문화의 큰 변화의 주체로서 두 가지 사회적 유형에 초점을 맞추었다. 이 두 가지 사회적 유형 중 첫 번째는 현대 유대인의 선구자로 묘사되는 궁정 유대인으로, 합스부르크 군주국과 같은 중앙 유럽 국가들의 원시 자본주의 경제와 궁정 사회에 통합되고 참여를 이룬 인물이다. 세계주의적인 궁정 유대인과 대조적으로, 현대 유대 역사가들이 제시한 두 번째 사회적 유형은 하스칼라 (계몽주의)의 지지자인 마스킬(학식 있는 사람)이다. 이 서사는 마스킬이 세속 학문을 추구하고 랍비 전통에 대한 합리주의적 비판을 통해 유대 사회와 문화의 세속화를 위한 견고한 지적 기반을 마련했다고 본다. 확립된 패러다임은 아슈케나지 유대인들이 "매우 비전형적인 독일화된 유대인 지식인들"이 이끄는 의식적인 서구화 과정을 통해 근대로 진입했다는 것이었다. 하스칼라는 개혁파 유대교와 보수파 유대교 운동을 탄생시켰고 시온주의의 씨앗을 뿌리는 동시에 유대인들이 거주하는 국가로의 문화적 동화를 장려했다.
거의 같은 시기에 하스칼라가 발전하고 있을 때, 하시딤은 하스칼라와 거의 반대되는 세계관을 설파하는 운동으로 확산되고 있었다.
1990년대에는 "항구 유대인" 개념이 유럽의 하스칼라와 구별되는 "근대로의 대안적 경로"로 제안되었다. 아슈케나지 독일화된 유대인에 대한 초점과는 대조적으로, 항구 유대인 개념은 종교 재판을 피해 지중해, 대서양, 미국 동부 해안의 유럽 항구 도시로 재정착한 세파르딤 콘베르소에 초점을 맞추었다.

### 궁정 유대인
궁정 유대인은 일부 기독교 유럽 귀족 가문에 돈을 빌려주고 재정을 담당했던 유대인 은행가나 사업가였다. 해당하는 역사적 용어는 유대인 집사와 슈타들란이다.
후에 궁정 유대인이라고 불릴 인물의 예는 지역 통치자들이 단기 대출을 위해 유대인 은행가들의 서비스를 이용하면서 나타났다. 그들은 귀족들에게 돈을 빌려주었고 그 과정에서 사회적 영향력을 얻었다. 궁정 유대인들의 귀족 후원자들은 그들을 금융가, 공급업자, 외교관, 무역 대표로 고용했다. 궁정 유대인들은 그들의 가족 관계와 서로 간의 관계를 이용하여 후원자들에게 음식, 무기, 탄약, 귀금속 등을 공급할 수 있었다. 그들의 서비스에 대한 대가로 궁정 유대인들은 귀족 신분까지 포함하는 사회적 특권을 얻었고, 유대인 게토 밖에서 살 수 있었다. 일부 귀족들은 그들의 은행가를 자기 궁정에 두기를 원했다. 그리고 그들은 귀족의 보호 아래 있었기 때문에 랍비 관할권에서 면제되었다.
중세 시대부터 궁정 유대인들은 개인적인 재산을 축적하고 정치적, 사회적 영향력을 얻을 수 있었다. 때때로 그들은 또한 지역 유대인 공동체의 저명한 인물이었으며, 그들의 영향력을 사용하여 동족을 보호하고 영향을 미칠 수 있었다. 때로는 그들이 지역 고위층과 교류하고 통치자에게 유대인들의 청원을 제출할 수 있는 유일한 유대인이었다. 그러나 궁정 유대인은 주로 기독교 후원자를 통해 기독교 세계에서 사회적 연계와 영향력을 가졌다. 유대인들의 불안정한 위치 때문에 일부 귀족들은 그들의 빚을 무시할 수도 있었다. 후원 귀족이 죽으면 그의 유대인 금융가는 추방되거나 처형될 수도 있었다.

### 항구 유대인
항구 유대인은 유럽의 항해 및 해양 경제에 참여했던 유대인들을 묘사하는 용어이며, 특히 17세기와 18세기에 활발했다. 헬렌 프라이는 그들을 "가장 초기의 현대 유대인"으로 간주할 수 있다고 제안한다. 프라이에 따르면, 항구 유대인들은 종종 "종교 재판"과 이베리아에서 유대인 추방의 "난민"으로 도착했다. 그들은 상인들이 암스테르담, 런던, 트리에스테, 함부르크와 같은 항구에서 자유롭게 거래할 수 있도록 허락했기 때문에 항구 도시에 정착할 수 있었다. 프라이는 그들의 유대인 디아스포라와의 연결과 해양 무역 전문성이 당시 중상주의 정부들에게 특히 가치 있었다고 언급한다. 로이스 더빈은 항구 유대인을 "그러한 도시들이 번성하는 데 필수적인 국제 해양 무역에 종사하는 것으로 평가받았던" 유대인 상인이라고 묘사한다. 소르킨 등은 이들의 사회문화적 특성을 종교에 대한 유연성과 "전통적 유대인 정체성과 '계몽된' 유대인 정체성 모두에 이질적인, 마지못한 세계주의"로 특징지었다.
16세기부터 18세기까지, 유대인 상인들은 초콜릿과 바닐라 무역을 지배하며, 주로 암스테르담, 바욘, 보르도, 함부르크, 리보르노 등 유럽 전역의 유대인 중심지로 수출했다.

### 오스만 제국
고전적인 오스만 시대(1300년–1600년) 동안, 유대인들은 제국의 다른 대부분의 공동체와 함께 어느 정도의 번영을 누렸다. 다른 오스만 신민들에 비해 그들은 상업과 무역, 외교 및 기타 고위직에서 우세한 세력이었다. 특히 16세기에는 유대인들이 밀레트(종교 공동체) 하에서 가장 두드러졌으며, 유대인 영향력의 정점은 아마도 요셉 나시가 낙소스섬의 산자크 베이 (총독, 보통 무슬림에게만 수여되는 직책)로 임명된 것이었을 것이다.
야르무크 전투로 레반트가 무슬림 지배하에 놓였을 때, 하이파, 스흐켐, 헤브론, 람레, 가자, 예루살렘, 그리고 북부의 많은 지역에 30개의 유대인 공동체가 존재했다. 사페드는 유대인들의 영적 중심지가 되었고, 슐한 아루크와 많은 카발라 문헌이 그곳에서 편찬되었다. 최초의 히브리어 인쇄소이자 서아시아 최초의 인쇄는 1577년에 시작되었다.
유대인들은 소아시아(현대 튀르키예, 지리적으로는 아나톨리아 또는 소아시아) 지역에서 2,400년 이상 살았다. 헬레니즘 시대의 초기 번영은 기독교 비잔티움 통치하에서 시들해졌지만, 콘스탄티노폴리스의 통치를 대체하고 계승한 다양한 무슬림 정부의 통치하에서 어느 정도 회복되었다. 오스만 제국 시대의 대부분 동안, 튀르키예는 박해를 피해 도피하는 유대인들에게 안전한 피난처였으며, 오늘날에도 소수의 유대인 인구가 남아 있다. 유대인들이 때로는 문화적, 경제적 번영을 누렸지만 다른 때에는 광범위하게 박해받았던 상황은 G.E. 폰 그루네바움에 의해 다음과 같이 요약되었다:
이슬람 지역에서 고위직, 권력, 막대한 재정적 영향력, 중요하고 인정받는 지적 성과를 달성한 상당수의 유대인 신민 또는 시민들의 이름을 모으는 것은 어렵지 않을 것이다. 그리고 기독교인들에 대해서도 마찬가지로 할 수 있을 것이다. 그러나 박해, 자의적 몰수, 강제 개종 시도, 또는 포그롬의 긴 목록을 작성하는 것도 다시 어렵지 않을 것이다.

### 폴란드
17세기에는 서유럽과 중앙유럽에 많은 중요한 유대인 인구가 있었다. 상대적으로 관용적인 폴란드는 13세기부터 유럽에서 가장 많은 유대인 인구를 보유했으며, 거의 400년 동안 상대적인 번영과 자유를 누렸다. 그러나 폴란드-리투아니아 연방의 폴란드와 리투아니아 유대인들이 흐멜니츠키 봉기 (1648년)와 스웨덴 전쟁 (1655년) 동안 우크라이나 코자크들에 의해 수십만 명 학살되면서 평온한 상황은 끝났다. 이러한 박해와 다른 박해들로 인해 일부 유대인들은 17세기에 암스테르담으로 다시 서유럽으로 이주했다. 유럽 국가에서 유대인 거주 금지 조치는 1654년에 마지막으로 철회되었지만, 개별 도시에서의 주기적인 추방은 여전히 발생했고, 유대인들은 종종 토지 소유가 제한되거나 게토에 살도록 강요받았다.
18세기 후반 폴란드 분할로 인해, 폴란드 유대인 인구는 폴란드를 분할한 러시아 제국, 오스트리아-헝가리, 독일 프로이센 사이에 나뉘었다.

### 유럽 계몽주의와 하스칼라 (18세기)
유럽 르네상스와 계몽주의 시대 동안 유대인 공동체 내에서 상당한 변화가 일어났다. 하스칼라 운동은 더 넓은 계몽주의와 병행하여, 18세기에 유대인들은 제한적인 법률로부터의 해방과 더 넓은 유럽 사회로의 통합을 위한 캠페인을 시작했다. 학생들에게 제공되는 전통적인 종교 교육에 세속 및 과학 교육이 추가되었고, 유대인 역사와 히브리어 연구의 부활을 포함한 국가적 유대인 정체성에 대한 관심이 커지기 시작했다. 하스칼라는 개혁파 유대교와 보수파 유대교 운동을 탄생시켰고 시온주의의 씨앗을 뿌리는 동시에 유대인들이 거주하는 국가로의 문화적 동화를 장려했다. 거의 같은 시기에 또 다른 운동이 탄생했는데, 이는 하스칼라와 거의 반대되는 것을 설파하는 하시딤이었다. 하시딤은 18세기 랍비 이스라엘 바알 셈 토브에 의해 시작되었고, 종교에 대한 더 활기차고 신비적인 접근 방식으로 빠르게 추종자를 얻었다. 이 두 운동과 그들이 비롯된 전통적인 정통 유대교 접근 방식은 유대교 내 현대 분열의 기초를 형성했다.
동시에 외부 세계가 변하고 있었고, 유대인 해방(그들에게 평등한 권리를 부여하는 것)의 가능성에 대한 논쟁이 시작되었다. 이를 처음으로 시행한 나라는 1789년 프랑스 혁명 기간의 프랑스였다. 그렇더라도 유대인들은 전통을 계속 유지하기보다는 동화되기를 기대했다. 이러한 양가감정은 1789년 국민의회에서 클레르몽-토네르의 유명한 연설에 잘 나타나 있다:
우리는 유대인들을 한 민족으로서 모든 것을 거부하고, 개인으로서의 유대인들에게 모든 것을 부여해야 한다. 우리는 그들의 재판관에 대한 인정을 철회해야 하며, 그들은 오직 우리의 재판관만을 가져야 한다. 우리는 그들의 유대 조직의 소위 법률 유지를 위한 법적 보호를 거부해야 한다. 그들은 국가 내에서 정치적 단체나 질서를 형성하는 것이 허용되어서는 안 된다. 그들은 개인적으로 시민이어야 한다. 그러나 어떤 이들은 나에게 그들이 시민이 되기를 원치 않는다고 말할 것이다. 그럼 좋다! 그들이 시민이 되기를 원치 않는다면, 그렇게 말해야 하며, 그러면 우리는 그들을 추방해야 한다. 국가 내에 비시민의 연합과 국가 안의 국가를 두는 것은 역겹다...

### 하시딤

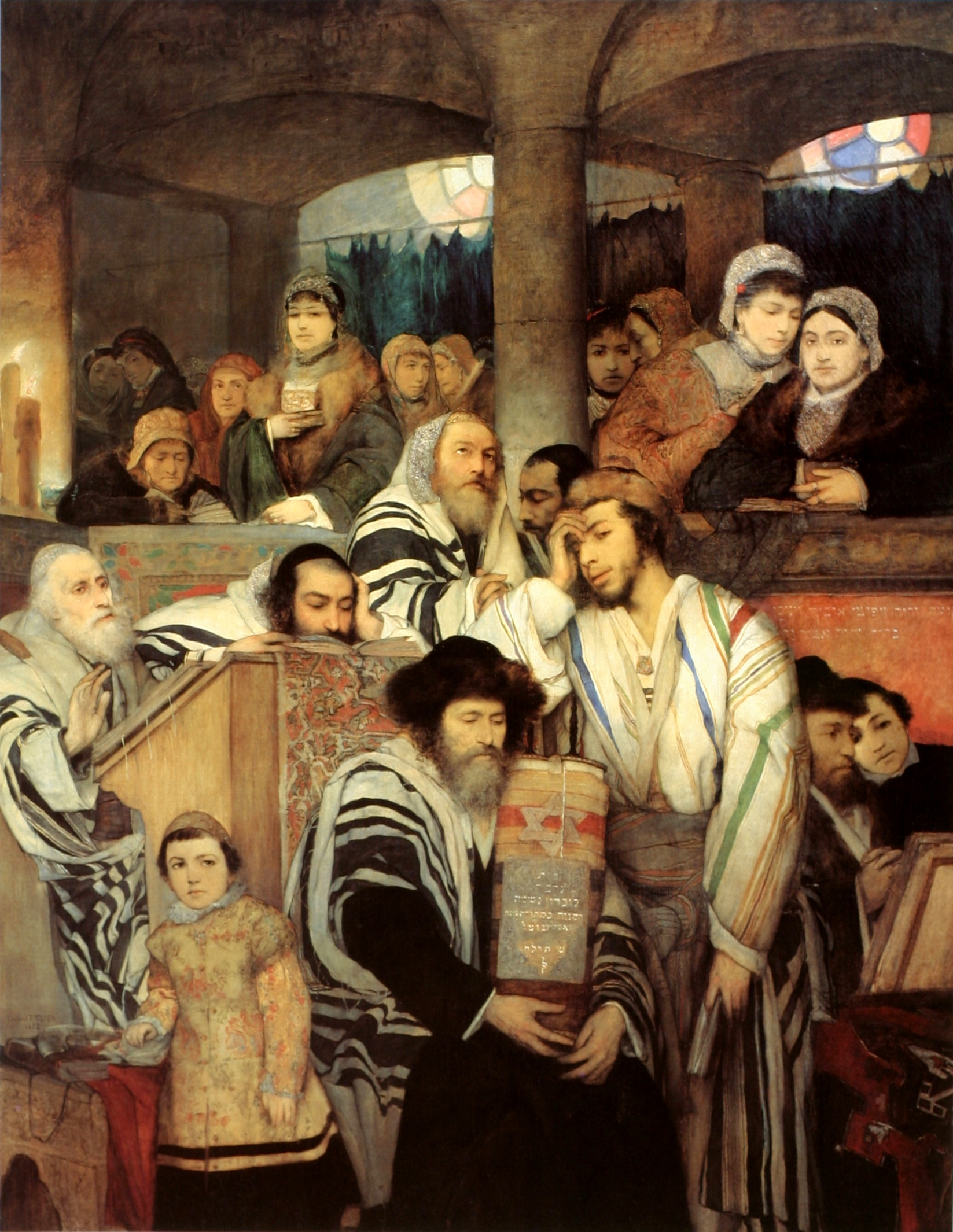
모리시 고틀리프의 그림, 욤 키푸르에 하시딤 유대인들이 시나고그에서 기도하는 모습.

하시딤은 정통파 유대교의 한 분파로, 유대 신비주의를 유대교 신앙의 근본적인 측면으로 대중화하고 내면화함으로써 영성과 기쁨을 증진한다. 하시디즘은 이전의 탈무드 리투아니아-예시바 접근 방식과 동양의 세파르딤 전통과 함께 현대 초정통파 유대교의 일부를 구성한다.
18세기 동유럽에서 랍비 이스라엘 바알 셈 토브에 의해 과도하게 법률주의적인 유대교에 대한 반동으로 설립되었다. 이와 반대로, 하시딤 가르침은 비학식적인 일반 사람들의 성실함과 숨겨진 성스러움을 소중히 여겼고, 그들을 학문적 엘리트와 동등하게 보았다. 모든 것에 내재된 신의 임재에 대한 강조는 연구의 랍비적 우위와 함께 기도와 선행에 새로운 가치를 부여했으며, 역사적인 신비주의적(카발라적) 및 윤리적(무사르적) 금욕주의와 훈계를 낙관주의, 격려, 그리고 매일의 열정으로 대체했다. 이 대중적인 정서적 부흥은 신비주의적 사상의 내적 차원에 대한 지적 명료화를 통해 역설적인 신적 범재신론에 대한 소멸이라는 엘리트적 이상을 동반했다. 유대 가치의 조정은 영감이 우세한 다른 측면을 완화하면서 필요한 의례적 준수 기준에 추가하려 했다. 그들의 공동체 모임은 영적인 노래와 이야기를 신비적 헌신의 형태로 기념한다.

## 19세기

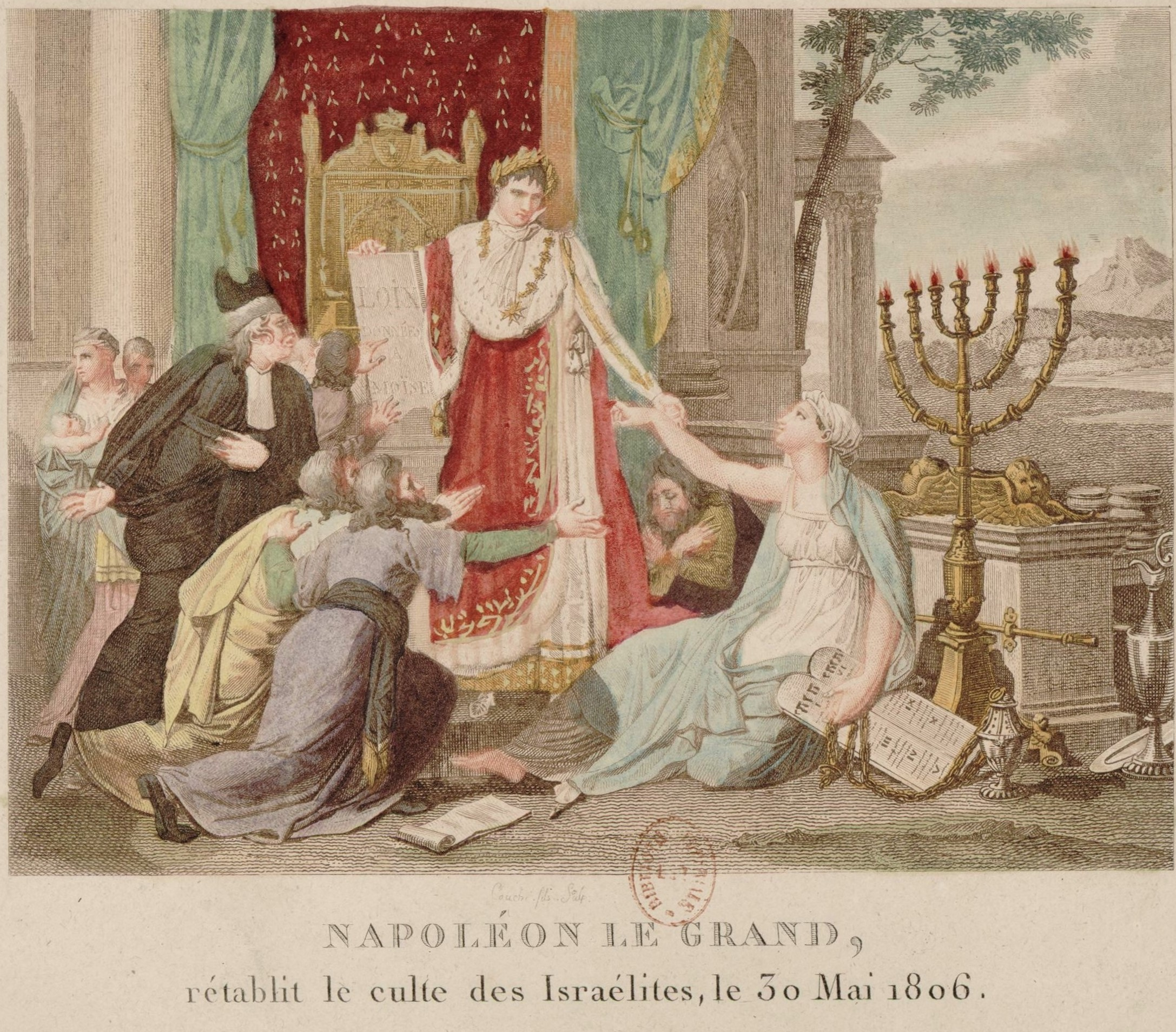
1806년 프랑스 판화는 나폴레옹 보나파르트가 유대인들을 해방시키는 모습을 묘사한다.

박해는 여전히 존재했지만, 19세기 유럽 전역에 해방이 확산되었다. 나폴레옹은 유대인들에게 유럽의 유대인 게토를 떠나 나폴레옹 법 아래 평등을 제공하는 새로 만들어진 관용적인 정치 체제에서 피난처를 찾도록 초대했다(나폴레옹과 유대인 참조). 1871년, 독일이 유대인 해방을 이룩하면서 러시아를 제외한 모든 유럽 국가가 유대인을 해방시켰다.
유대인들이 세속 사회에 점점 더 통합되었음에도 불구하고, 중세의 종교적 증오가 아닌 인종과 민족성에 기반을 둔 새로운 형태의 반유대주의가 나타났다. 이 형태의 반유대주의는 유대인들이 서유럽의 아리아인과 다른 열등한 인종이라는 주장을 펼쳤으며, 프랑스, 독일, 오스트리아-헝가리에서 해방을 되돌리려는 강령을 내세운 정당들의 출현으로 이어졌다. 이 형태의 반유대주의는 유럽 문화에서 자주 나타났으며, 가장 유명한 사례는 프랑스의 드레퓌스 사건이다. 이러한 박해와 19세기 후반 러시아 제국에서의 포그롬은 많은 유대인들로 하여금 그들 자신의 국가에서만 안전할 수 있다고 믿게 만들었다. 테오도어 헤르츨과 시온주의 역사를 참조하라.
이 시기 동안, 미국으로의 유대인 이주(미국 유대인 참조)는 유럽의 제약에서 대부분 벗어난 새로운 대규모 공동체를 형성했다. 1890년에서 1924년 사이에 2백만 명 이상의 유대인이 미국에 도착했으며, 대부분은 러시아와 동유럽 출신이었다. 비슷한 사례가 대륙의 남쪽 끝, 특히 아르헨티나와 우루과이 국가에서 발생했다.

## 20세기

### 현대 시온주의

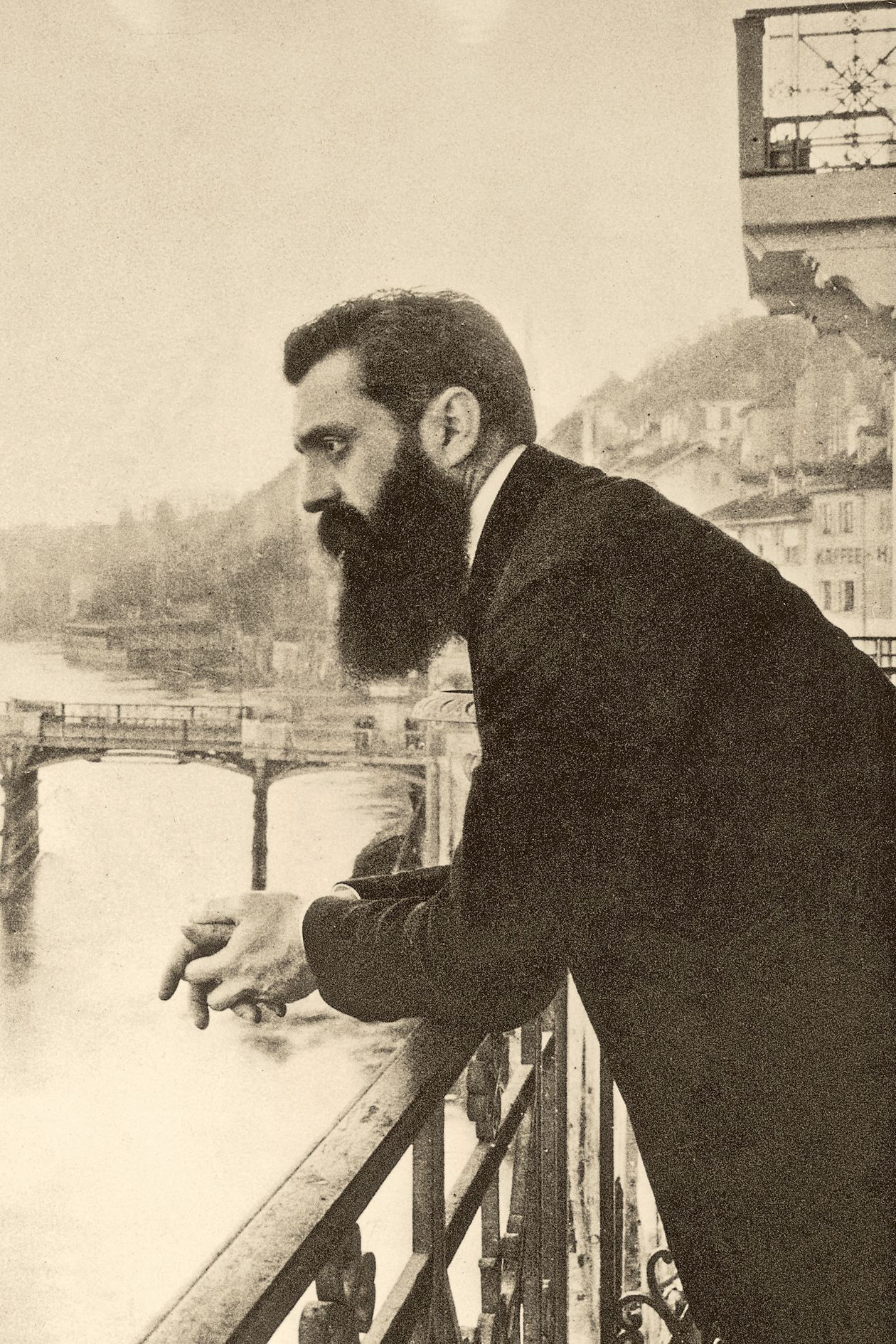
1901년 12월 제5차 시온주의자 대회 중 스위스 바젤에서 유대 국가의 비전가 테오도어 헤르츨이 에프라임 모세 릴리엔에 의해 촬영되었다.

1870년대와 1880년대에 유럽의 유대인 인구는 팔레스타인 (지역)에 유대인 국가를 재건하고 시온으로의 귀환과 관련된 성경 예언을 성취하려는 목적으로 오스만령 시리아로의 이민을 더 적극적으로 논의하기 시작했다. 1882년 첫 시온주의 정착지인 리숀레지온이 "호베베이 시온" 운동에 속한 이민자들에 의해 설립되었다. 나중에 "빌루" 운동은 팔레스타인에 다른 많은 정착지들을 설립했다.
시온주의 운동은 카토비체 회의 (1884년)와 세계 시온주의자 대회 (1897년) 이후 공식적으로 설립되었으며, 테오도어 헤르츨이 유대인 국가 수립을 위한 투쟁을 시작했다.
제1차 세계 대전 이후, 유대인들이 그러한 국가를 세울 수 있게 된 조건이 도래한 것 같았다. 영국은 팔레스타인 (지역)을 오스만 제국으로부터 점령했고, 유대인들은 하임 바이츠만에게 전달된 밸푸어 선언의 형태로 영국으로부터 "국가적 고향"을 약속받았다.
1920년에 팔레스타인 위임통치령이 수립되었고 친유대적 성향의 허버트 새뮤얼이 팔레스타인 최고 행정관으로 임명되었다. 예루살렘 히브리 대학교가 설립되었고 팔레스타인으로의 대규모 유대인 이민이 여러 차례 발생했다. 팔레스타인의 아랍인 주민들은 유대인 이민 증가에 대해 적대감을 가졌고, 그 결과 유대인 정착지 설립과 영국 정부의 친유대 정책에 대한 반대를 표명하기 시작했다.
새로운 유대인 이민자들은 바르기오라 및 하시오머와 같은 민병대와 준군사 집단을 만들기 시작했다.
유대인과 아랍인 간의 충돌이 더욱 빈번해졌다. 1920년 네비 무사 폭동 이후, 팔레스타인의 유대인 지도부는 영국이 이러한 충돌에 개입하여 질서를 유지하려는 의지가 거의 없다고 믿게 되었다. 영국 행정부에 보호를 의존할 수 없다고 판단한 유대인 지도부는 자신들의 공동체 농장과 키부츠를 보호하기 위해 하가나와 이르군 준군사 조직을 창설했다.
이러한 준군사 조직들은 자파 폭동, 1929년 팔레스타인 폭동 및 1936년~1939년 팔레스타인 아랍 봉기와 같은 주요 폭동에 연루되었다. 아랍인, 유대인, 영국인 모두 이 폭력으로 고통받았다.
점증하는 폭력으로 인해 영국은 점차 유대인 고향 건설을 지지하겠다는 원래의 생각에서 벗어나기 시작했으며, 위기에 대한 양민족 해결책이나 유대인 소수 민족을 포함하는 아랍 국가 건설에 대해 고심하기 시작했다.
한편, 유럽과 미국의 유대인들은 과학, 문화, 경제 분야에서 성공을 거두었다. 일반적으로 가장 유명하다고 여겨지는 유대인 중에는 과학자 알베르트 아인슈타인과 철학자 루트비히 비트겐슈타인이 있었다. 그 당시에도 그렇듯이, 노벨상 수상자 중 불균형적으로 많은 수가 유대인이었다. 러시아에서는 많은 유대인들이 10월 혁명에 참여했고 소련 공산당에 속해 있었다.

### 홀로코스트

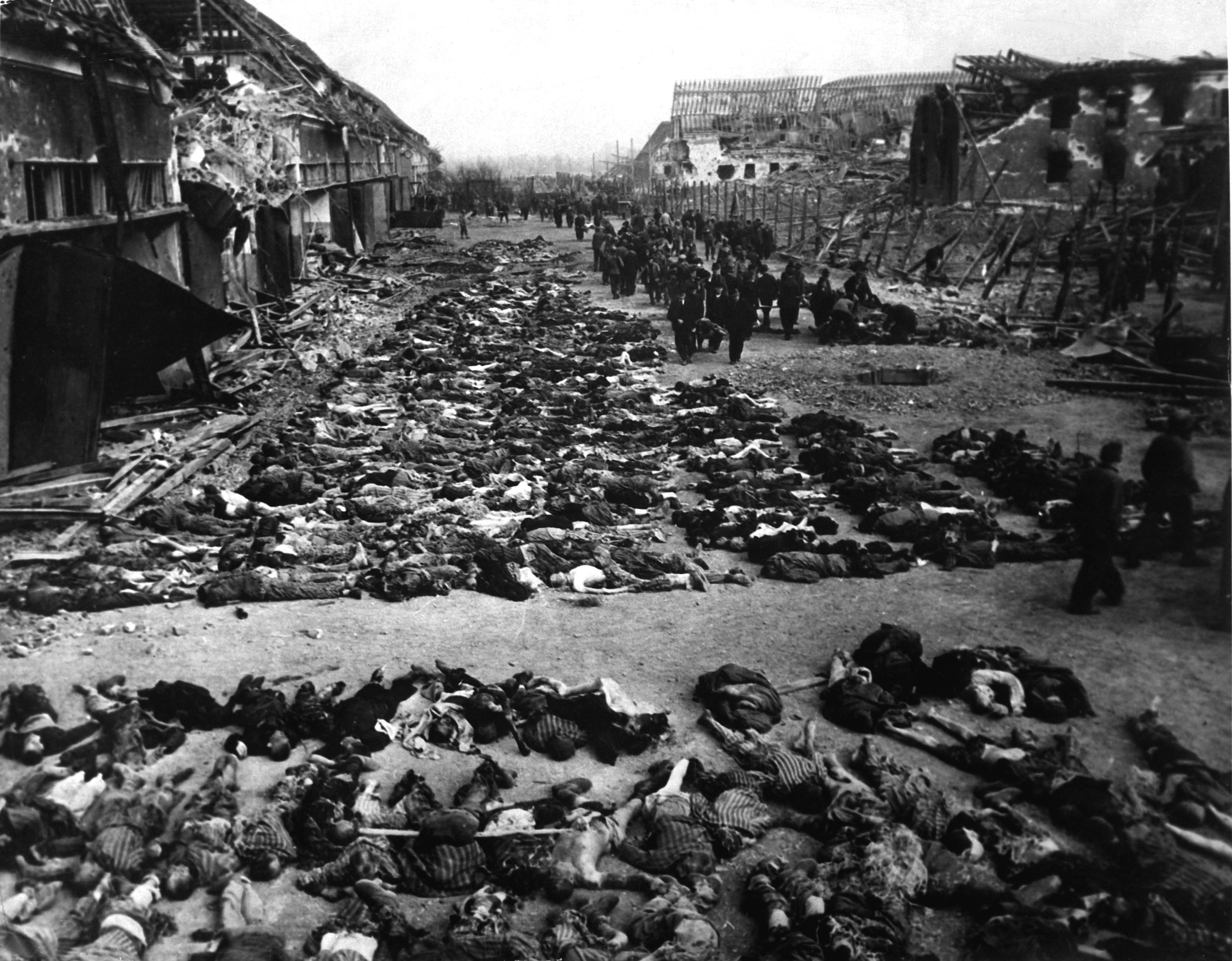
1945년 4월 3일과 4일 연합군의 폭격으로 사망한 미텔바우도라 나치 강제 수용소 수감자들의 시체가 마당을 가득 메우고 있다.

1933년, 아돌프 히틀러와 나치 독일의 국가사회주의 독일 노동자당이 집권하면서 유대인 상황은 더욱 심각해졌다. 경제 위기, 인종차별적 반유대주의 법률, 그리고 곧 다가올 전쟁에 대한 두려움으로 인해 많은 유대인들이 유럽을 떠나 팔레스타인, 미국, 소련으로 피난을 떠났다.
1939년 제2차 세계 대전이 발발했고, 1945년까지 독일은 거의 모든 유럽을 점령했는데, 여기에는 당시 수백만 명의 유대인이 살고 있던 폴란드와 프랑스도 포함되었다. 1941년, 소련 침공 이후, 유대 민족의 전멸을 목표로 한 전례 없는 규모의 광범위한 조직적 작전인 유대인 문제에 대한 최종 해결책이 시작되었고, 이는 유럽과 유럽 북아프리카(친나치 비시 프랑스-프랑스령 북아프리카 및 이탈리아령 리비아)의 유대인에 대한 박해와 살인으로 이어졌다. 약 6백만 명의 유대인들이 끔찍한 잔인함으로 조직적으로 살해된 이 집단학살은 홀로코스트 또는 쇼아(히브리어 용어)로 알려져 있다. 폴란드에서는 아우슈비츠 강제 수용소에서만 최대 1백만 명의 유대인이 가스실에서 살해되었다.
홀로코스트의 엄청난 규모와 그 과정에서 일어난 공포는 전쟁 후에야 비로소 이해되었으며, 이는 유대 민족과 세계 여론에 큰 영향을 미쳤다. 이후 팔레스타인에 유대 국가를 건설하려는 노력이 강화되었다.

### 이스라엘 건국
1945년 팔레스타인의 유대인 저항 조직들은 통합하여 유대인 저항 운동을 설립했다. 이 운동은 아랍 준군사 조직과 영국 당국에 대한 게릴라 공격을 시작했다. 킹 데이비드 호텔 폭파 사건 이후, WZO 의장 하임 바이츠만은 유대인 에이전시가 결정에 도달할 때까지 모든 군사 활동을 중단할 것을 운동에 호소했다. 유대인 에이전시는 활동 중단 권고를 지지했고, 이는 하가나에게는 마지못해 받아들여졌지만 이르군과 레히에게는 받아들여지지 않았다. JRM은 해체되었고 각 창립 단체는 자신들의 정책에 따라 계속 운영되었다.
유대인 지도부는 투쟁의 초점을 팔레스타인으로의 불법 이민에 두기로 결정하고 영국 당국의 승인 없이 유럽에서 온 대규모 유대인 전쟁 난민들을 조직하기 시작했다. 이 이민은 세계 여론에서 이스라엘의 유대인 정착에 크게 기여했고, 영국 당국은 팔레스타인의 운명을 유엔이 결정하도록 허용하기로 결정했다.
1947년 11월 29일, 유엔 총회는 팔레스타인을 아랍 국가, 유대 국가, 그리고 예루살렘 시로 분할할 것을 권고하는 결의 181호(II)를 채택했다. 유대인 지도부는 이 결정을 수락했지만, 아랍 연맹과 팔레스타인 아랍인 지도부는 반대했다. 내전 기간을 거쳐 1948년 아랍-이스라엘 전쟁이 시작되었다.
전쟁 중, 팔레스타인 위임통치령의 마지막 영국 군인들이 떠난 후, 다비드 벤구리온은 1948년 5월 14일 에레츠 이스라엘에 이스라엘 국가의 건국을 선포했다. 전쟁은 1949년에 끝났고 이스라엘은 국가를 건설하고 전 세계, 특히 아랍 국가에서 온 수십만 명의 유대인들을 대거 흡수하기 시작했다.
1948년 이후, 이스라엘은 1956년 수에즈 위기, 1967년 제3차 중동 전쟁, 1973년 욤키푸르 전쟁, 1982년 레바논 전쟁, 2006년 레바논 전쟁을 포함한 일련의 주요 군사 분쟁에 연루되었고, 거의 끊임없이 진행 중인 소규모 분쟁에 휩싸여 있다.
1977년부터 이스라엘, 팔레스타인 조직, 주변국, 그리고 미국과 유럽 연합을 포함한 다른 당사자들에 의해 이스라엘과 그 이웃들 간의 분쟁, 주로 팔레스타인 민족의 운명을 해결하기 위한 평화 과정을 추진하기 위한 일련의 지속적이고 대체로 실패한 외교적 노력이 시작되었다.

## 21세기
이스라엘은 960만 명 이상의 인구를 가진 의원내각제 민주주의 국가이며, 그 중 약 700만 명이 이스라엘 유대인이다. 가장 큰 유대인 공동체는 이스라엘과 미국 유대인이며, 프랑스, 아르헨티나, 러시아, 영국, 캐나다에도 주요 공동체가 있다. 현대 유대인 인구 통계에 대한 통계는 유대인 인구를 참조하라.
소련 시대에 만들어진 유대인 자치주는 러시아 국가의 자치주로 남아있다. 비로비잔의 수석 랍비 모르데차이 샤이너는 수도에 4,000명의 유대인이 있다고 말한다. 니콜라이 볼코프 지사는 "우리 지역 유대인 조직이 유지하는 모든 귀중한 이니셔티브를 지지하겠다"고 밝혔다. 비로비잔 시나고그는 2004년에 지역 설립 70주년을 맞아 개관했다.
잉글랜드와 웨일스에서 유대인으로 식별한 사람들의 수는 2001년에서 2011년 사이에 약간 증가했으며, 이는 하레디 공동체의 더 높은 출산율 때문으로 풀이된다. 2011년 기준 영국의 유대인 추정 인구는 263,346명이었다. 영국 인구 조사에 따르면 2021년 기준 잉글랜드와 웨일스의 유대인 인구는 271,327명이었다.
2023년 10월 7일, 무장 단체 하마스가 가자 지구에서 이스라엘을 침공하여 1,139명을 살해했다. 이 날은 이스라엘 역사상 가장 치명적인 날이자 홀로코스트 이후 유대인들에게 가장 치명적인 날로 간주된다. 이 공격은 이스라엘과 하마스 간의 대규모 전쟁으로 확대되었다. 많은 민간인이 사망하고 이재민이 발생했으며, 인질이 잡혔다.

## 같이 보기
- 비밀 유대교
- 유대인 추방 및 출애굽
- 유대인에 대한 유전 연구
- 역사적 유대인 인구 비교
- 반유대주의 지리
- 반유대주의 역사
- 제2차 세계 대전 중 유대인의 역사
- 유대 역사 관련 문서 목록
- 유대인 디아스포라
- 유대인 민족 구분
- 유대인 역사학
- 국가별 유대인 인구
- 유대인 문제
- 유대 종교 운동
- 유대 과학
- 유대인 목록
- 유대 역사 개요
- 유대인 박해
- 반유대주의 연표
- 유대 역사 연표
- 유대교 전통 연대기

## 내용주
1. 1 2  Finkelstein, Israel; Silberman, Neil Asher (2001). 《The Bible unearthed : archaeology's new vision of ancient Israel and the origin of its stories》 1 Touchone판. New York: Simon & Schuster. ISBN 978-0-684-86912-4.
2. 1 2  The Pitcher Is Broken: Memorial Essays for Gosta W. Ahlstrom, Steven W. Holloway, Lowell K. Handy, Continuum, 1 May 1995 보관됨 4월 9, 2023 - 웨이백 머신 Quote: "For Israel, the description of the battle of Qarqar in the Kurkh Monolith of Shalmaneser III (mid-ninth century) and for Judah, a Tiglath-pileser III text mentioning (Jeho-) Ahaz of Judah (IIR67 = K. 3751), dated 734–733, are the earliest published to date."
3. ↑  “What does Israel Mean?”. 《Shop Israel》 (영어). 2025년 2월 5일에 확인함.
4. 1 2  Broshi, Maguen (2001). 《Bread, Wine, Walls and Scrolls》. Bloomsbury Publishing. 174쪽. ISBN 978-1-84127-201-6. 2023년 2월 10일에 원본 문서에서 보존된 문서. 2022년 8월 19일에 확인함.
5. ↑  Faust, Avraham (2022년 8월 29일). 《Judah in the Neo-Babylonian Period》. Society of Biblical Literature. 1쪽. doi:10.2307/j.ctt5vjz28. ISBN 978-1-58983-641-9.
6. ↑  Jonathan Stökl, Caroline Waerzegger (2015). 《Exile and Return: The Babylonian Context》. Walter de Gruyter GmbH & Co. 7–11, 30, 226쪽.
7. ↑  《Encyclopaedia Judaica》 3 2판. 27쪽.
8. ↑  Peter Fibiger Bang; Walter Scheidel (2013). 《The Oxford Handbook of the State in the Ancient Near East and Mediterranean》. Oxford University Press. 184–187쪽. ISBN 978-0-19-518831-8. 2023년 4월 9일에 원본 문서에서 보존된 문서. 2023년 1월 16일에 확인함.
9. ↑  Abraham Malamat (1976). 《A History of the Jewish People》. Harvard University Press. 223–239쪽. ISBN 978-0-674-39731-6.
10. ↑  Zissu, Boaz (2018). 〈Interbellum Judea 70-132 CE: An Archaeological Perspective〉. 《Jews and Christians in the First and Second Centuries: The Interbellum 70‒132 CE》. Joshua Schwartz, Peter J. Tomson. Leiden, The Netherlands. 19쪽. ISBN 978-90-04-34986-5. OCLC 988856967.
11. ↑  Erwin Fahlbusch; Geoffrey William Bromiley (2005). 《The Encyclopedia of Christianity》. Wm. B. Eerdmans Publishing. 15–쪽. ISBN 978-0-8028-2416-5. 2023년 4월 9일에 원본 문서에서 보존된 문서. 2023년 1월 16일에 확인함.
12. ↑  "Heritage: Civilization and the Jews; The Uses of Adversity." Page 87. Eban, Abba Solomon. "Heritage: Civilization and the Jews." Summit Books, A Division of Simon and Schuster, Inc. Syracuse, New York: 1984. Page 87.
13. ↑  Dosick (2007), pp. 59, 60.
14. ↑  Mosk (2013), p. 143. "Encouraged to move out of the Holy Roman Empire as persecution of their communities intensified during the twelfth and thirteenth centuries, the Ashkenazi community increasingly gravitated toward Poland."
15. ↑  Harshav, Benjamin (1999). The Meaning of Yiddish. Stanford: Stanford University Press. p. 6. "From the fourteenth and certainly by the sixteenth century, the centre of European Jewry had shifted to Poland, then ... comprising the Grand Duchy of Lithuania (including today's Byelorussia), Crown Poland, Galicia, the Ukraine and stretching, at times, from the Baltic to the Black Sea, from the approaches to Berlin to a short distance from Moscow."
16. ↑  Lewin, Rhoda G. (1979). 《Stereotype and reality in the Jewish immigrant experience in Minneapolis》. 《Minnesota History》 46. 259쪽. 2020년 7월 21일에 원본 문서 (PDF)에서 보존된 문서. 2020년 8월 10일에 확인함.
17. 1 2  “Jewish Nobel Prize Winners”. jinfo.org. 2018년 12월 24일에 원본 문서에서 보존된 문서. 2011년 10월 7일에 확인함.
18. ↑  Goodman, Martin, 편집. (2004). 〈Jews and Judaism in the Second Temple Period〉. 《The Oxford Handbook of Jewish Studies》. Oxford University Press. 36–52쪽. doi:10.1093/oxfordhb/9780199280322.013.0003. ISBN 0-19-928032-0.
19. ↑  Goodman, Martin, 편집. (2004). 〈Historiography on the Jews in the ‘Talmudic Period’ (70–640 ce)〉. 《The Oxford Handbook of Jewish Studies》. Oxford University Press. 79–114쪽. doi:10.1093/oxfordhb/9780199280322.013.0005. ISBN 0-19-928032-0.
20. ↑  Mark Smith in "The Early History of God: Yahweh and Other Deities of Ancient Israel" states "Despite the long regnant model that the Canaanites and Israelites were people of fundamentally different culture, archaeological data now casts doubt on this view. The material culture of the region exhibits numerous common points between Israelites and Canaanites in the Iron I period (c. 1200–1000 BCE). The record would suggest that the Israelite culture largely overlapped with and derived from Canaanite culture... In short, Israelite culture was largely Canaanite in nature. Given the information available, one cannot maintain a radical cultural separation between Canaanites and Israelites for the Iron I period." (pp. 6–7). Smith, Mark (2002) "The Early History of God: Yahweh and Other Deities of Ancient Israel" (Eerdman's)
21. ↑  Rendsberg, Gary (2008). "Israel without the Bible". In Frederick E. Greenspahn. The Hebrew Bible: New Insights and Scholarship. NYU Press, pp. 3–5
22. ↑  Gnuse, Robert Karl (1997). 《No Other Gods: Emergent Monotheism in Israel》. England: Sheffield Academic Press Ltd. 28, 31쪽. ISBN 1-85075-657-0.
23. ↑  Steiner, Richard C. (1997), "Ancient Hebrew", in Hetzron, Robert (ed.), The Semitic Languages, Routledge, pp. 145–173, ISBN 978-0-415-05767-7
24. ↑  Levenson 2012, 3쪽.
25. 1 2  Dever, William G. (2002). 《What Did the Biblical Writers Know and When Did They Know It?》. Wm. B. Eerdmans Publishing Company. ISBN 978-0-8028-2126-3. p. 99
26. ↑  For more about the historicity of Jewish history as it pertains to rabbinic sources, see Klein, Reuven Chaim (2023). 《Are historical sections of the Talmud actually historical? Critical tools for understanding historical claims in rabbinic literature》. 《Journal of Philological Pedagogy》 12 (Chandler School of Education). 42–75쪽. doi:10.17613/rjp5a-md343.
27. ↑  Faust 2015, p.476: "While there is a consensus among scholars that the Exodus did not take place in the manner described in the Bible, surprisingly most scholars agree that the narrative has a historical core, and that some of the highland settlers came, one way or another, from Egypt..".
28. ↑  Redmount 2001, 61쪽: "A few authorities have concluded that the core events of the Exodus saga are entirely literary fabrications. But most biblical scholars still subscribe to some variation of the Documentary Hypothesis, and support the basic historicity of the biblical narrative."
29. ↑  Dever, William (2001). 《What Did the Biblical Writers Know, and When Did They Know It?》. Eerdmans. 98–99쪽. ISBN 3-927120-37-5. After a century of exhaustive investigation, all respectable archaeologists have given up hope of recovering any context that would make Abraham, Isaac, or Jacob credible "historical figures" [...] archaeological investigation of Moses and the Exodus has similarly been discarded as a fruitless pursuit.
30. ↑  Finkelstein, Israel; Naaman, Nadav, 편집. (1994). 《From Nomadism to Monarchy: Archaeological and Historical Aspects of Early Israel》. Israel Exploration Society. ISBN 978-1-880317-20-4.
31. ↑  Compare: Ian Shaw; Robert Jameson (2002).  Ian Shaw, 편집. 《A Dictionary of Archaeology》 New판. Wiley Blackwell. 313쪽. ISBN 978-0-631-23583-5. 2023년 4월 9일에 원본 문서에서 보존된 문서. 2020년 11월 1일에 확인함. The Biblical account of the origins of the people of Israel (principally recounted in Numbers, Joshua and Judges) often conflicts with non-Biblical textual sources and with the archaeological evidence for the settlement of Canaan in the late Bronze Age and early Iron Age. [...] Israel is first textually attested as a political entity in Egyptian texts of the late 13th century BCE and the Egyptologist Donald Redford argues that the Israelites must have been emerging as a distinct group within the Canaanite culture during the century or so prior to this. It has been suggested that the early Israelites were an oppressed rural group of Canaanites who rebelled against the more urbanized coastal Canaanites (Gottwald 1979). Alternatively, it has been argued that the Israelites were survivors of the decline in the fortunes of Canaan who established themselves in the highlands at the end of the late Bronze Age (Ahlstrom 1986: 27). Redford, however, makes a good case for equating the very earliest Israelites with a semi-nomadic people in the highlands of central Palestine whom the Egyptians called Shasu (Redford 1992:2689–80; although see Stager 1985 for strong arguments against the identification with the Shasu). These Shasu were a persistent thorn in the side of the Ramessid pharaohs' empire in Syria-Palestine, well-attested in Egytian texts, but their pastoral lifestyle has left scant traces in the archaeological record. By the end of the 13th century BCE, however, the Shasu/Israelites were beginning to establish small settlements in the uplands, the architecture of which closely resembles contemporary Canaanite villages.
32. ↑  Killebrew, Ann E. (2005). 《Biblical Peoples and Ethnicity: An Archeological Study of Egyptians, Canaanites, Philistines, and Early Israel, 1300–1100 B.C.E.》. Atlanta: Society of Biblical Literature. 176쪽. ISBN 978-1-58983-097-4. 2023년 1월 17일에 원본 문서에서 보존된 문서. 2012년 8월 12일에 확인함. Much has been made of the scarcity of pig bones at highland sites. Since small quantities of pig bones do appear in Late Bronze Age assemblages, some archaeologists have interpreted this to indicate that the ethnic identity of the highland inhabitants was distinct from Late Bronze Age indigenous peoples (see Finkelstein 1997, 227–230). Brian Hesse and Paula Wapnish (1997) advise caution, however, since the lack of pig bones at Iron I highland settlements could be a result of other factors that have little to do with ethnicity.
33. ↑  Thomas, Zachary (2016년 4월 22일). 《Debating the United Monarchy: Let's See How Far We've Come》. 《Biblical Theology Bulletin》 46. 59–69쪽. doi:10.1177/0146107916639208. ISSN 0146-1079. S2CID 147053561.
34. ↑  Lipschits, Oded (2014). 〈The history of Israel in the biblical period〉.   Berlin, Adele; Brettler, Marc Zvi. 《The Jewish Study Bible》 (영어) 2판. Oxford University Press. 2107–2119쪽. ISBN 978-0-19-997846-5. 2023년 4월 9일에 원본 문서에서 보존된 문서. 2022년 8월 19일에 확인함. As this essay will show, however, the premonarchic period long ago became a literary description of the mythological roots, the early beginnings of the nation and the way to describe the right of Israel on its land. The archeological evidence also does not support the existence of a united monarchy under David and Solomon as described in the Bible, so the rubric of "united monarchy" is best abandoned, although it remains useful for discussing how the Bible views the Israelite past. [...] Although the kingdom of Judah is mentioned in some ancient inscriptions, they never suggest that it was part of a unit comprised of Israel and Judah. There are no extrabiblical indications of a united monarchy called "Israel."
35. ↑  Wright, Jacob L. (July 2014). “David, King of Judah (Not Israel)”. 《The Bible and Interpretation》. 2021년 3월 1일에 원본 문서에서 보존된 문서. 2021년 5월 15일에 확인함.
36. ↑  Grabbe, Lester L. (2007년 4월 28일). 《Ahab Agonistes: The Rise and Fall of the Omri Dynasty》. Bloomsbury Publishing USA. ISBN 978-0-567-25171-8. 2023년 4월 9일에 원본 문서에서 보존된 문서. 2022년 8월 19일에 확인함. The Tel Dan inscription generated a good deal of debate and a flurry of articles when it first appeared, but it is now widely regarded (a) as genuine and (b) as referring to the Davidic dynasty and the Aramaic kingdom of Damascus.
37. ↑  Cline, Eric H. (2009년 9월 28일). 《Biblical Archaeology: A Very Short Introduction》. Oxford University Press. ISBN 978-0-19-971162-8. 2023년 4월 9일에 원본 문서에서 보존된 문서. 2022년 8월 19일에 확인함. Today, after much further discussion in academic journals, it is accepted by most archaeologists that the inscription is not only genuine but that the reference is indeed to the House of David, thus representing the first allusion found anywhere outside the Bible to the biblical David.
38. ↑  Mykytiuk, Lawrence J. (2004년 1월 1일). 《Identifying Biblical Persons in Northwest Semitic Inscriptions of 1200-539 B.C.E.》. Society of Biblical Lit. ISBN 978-1-58983-062-2. 2023년 4월 9일에 원본 문서에서 보존된 문서. 2022년 8월 19일에 확인함. Some unfounded accusations of forgery have had little or no effect on the scholarly acceptance of this inscription as genuine.
39. ↑  “Who Was the First King of Israel?”. 《Shop Israel》 (영어). 2025년 2월 5일에 확인함.
40. ↑  Finkelstein & Silberman 2002, 146–7쪽:Put simply, while Judah was still economically marginal and backward, Israel was booming. ... In the next chapter we will see how the northern kingdom suddenly appeared on the ancient Near Eastern stage as a major regional power
41. ↑  Finkelstein, Israel. 《The forgotten kingdom : the archaeology and history of Northern Israel》. 74쪽. ISBN 978-1-58983-910-6. OCLC 949151323.
42. ↑  Finkelstein, Israel (2013). 《The Forgotten Kingdom: the archaeology and history of Northern Israel》. 65–66; 73; 78; 87–94쪽. ISBN 978-1-58983-911-3. OCLC 880456140.
43. ↑  Finkelstein, Israel (2011년 11월 1일). 《Observations on the Layout of Iron Age Samaria》. 《Tel Aviv》 38. 194–207쪽. doi:10.1179/033443511x13099584885303. ISSN 0334-4355. S2CID 128814117.
44. ↑  Ben-Sasson, Haim Hillel, 편집. (1976). 《A History of the Jewish People》. Harvard University Press. 142쪽. ISBN 978-0-674-39731-6. 2023년 1월 19일에 원본 문서에서 보존된 문서. 2018년 10월 12일에 확인함. Sargon's heir, Sennacherib (705–681), could not deal with Hezekiah's revolt until he gained control of Babylon in 702 BCE.
45. ↑  Kelle 2005, 9쪽.
46. ↑  Brettler 2010, 161–62쪽.
47. ↑  Radine 2010, 71–72쪽.
48. ↑  Rogerson 2003a, 690쪽.
49. ↑  O'Brien 2002, 14쪽.
50. ↑  Gelston 2003c, 715쪽.
51. ↑  Rogerson 2003b, 154쪽.
52. ↑  Campbell & O'Brien 2000, 2 and fn.6쪽.
53. ↑  Gelston 2003a, 710쪽.
54. 1 2 3 4 5 6  Bickerman, E. J. (2007년 1월 1일), “Nebuchadnezzar And Jerusalem”, 《Studies in Jewish and Christian History (2 vols)》 (영어) (Brill), 961–974쪽, doi:10.1163/ej.9789004152946.i-1242.280, ISBN 978-90-474-2072-9, 2024년 7월 1일에 확인함
55. ↑  Galil, Gershon (1991). 《The Babylonian Calendar and the Chronology of the Last Kings of Judah》. 《Biblica》 72. 367–378쪽. ISSN 0006-0887. JSTOR 42611193. All the scholars, without exception, establish the date of the surrender of Jehoiachin, king of Judah, as the second day of Adar, the seventh year of Nebuchadnezzar II, king of Babylon (March 16, 597 BC), following the Babylonian chronicle ... This unique date is undoubtedly the most precise in Israelite history during the biblical period.
56. ↑  “British Museum – Cuneiform tablet with part of the Babylonian Chronicle (605–594 BCE)”. 2014년 10월 30일에 원본 문서에서 보존된 문서. 2014년 10월 30일에 확인함.
57. ↑  “ABC 5 (Jerusalem Chronicle) – Livius”. 《www.livius.org》. 2019년 5월 5일에 원본 문서에서 보존된 문서. 2020년 3월 26일에 확인함.
58. ↑  Shalom, N.; Vaknin, Y.; Shaar, R.; Ben-Yosef, E.; Lipschits, O.; Shalev, Y.; Gadot, Y.; Boaretto, E. (2023). 《Destruction by fire: Reconstructing the evidence of the 586 BCE Babylonian destruction in a monumental building in Jerusalem》. 《Journal of Archaeological Science》 (영어) 157. 105823쪽. Bibcode:2023JArSc.157j5823S. doi:10.1016/j.jas.2023.105823.
59. 1 2 3 4  Bedford, Peter Ross (2001년 1월 1일), “Introduction”, 《Temple Restoration in Early Achaemenid Judah》 (영어) (Brill), 1–39쪽, doi:10.1163/9789004498051_004, ISBN 978-90-04-49805-1, 2024년 7월 1일에 확인함
60. 1 2  Bedford, Peter Ross (2001년 1월 1일), “Living Without the Jerusalem Temple—In Judah and Babylonia”, 《Temple Restoration in Early Achaemenid Judah》 (영어) (Brill), 42쪽, doi:10.1163/9789004498051_005, ISBN 978-90-04-49805-1, 2024년 7월 1일에 확인함
61. 1 2  “Second Temple Period (538 BCE. to 70 CE) Persian Rule”. Biu.ac.il. 2014년 3월 15일에 확인함.
62. ↑  Harper's Bible Dictionary, ed. by Achtemeier, etc., Harper & Row, San Francisco, 1985, p. 103
63. ↑  Grabbe, Lester L. (2004). 《A History of the Jews and Judaism in the Second Temple Period: Yehud – A History of the Persian Province of Judah v. 1》. T & T Clark. 355쪽. ISBN 978-0-567-08998-4.
64. ↑  Lipschits, Oded (2024년 3월 18일), 〈Between Archaeology and Text: A Reevaluation of the Development Process of Jerusalem in the Persian Period〉, 《Judah in the Biblical Period》 (영어), De Gruyter, 374쪽, doi:10.1515/9783110487442-020, ISBN 978-3-11-048744-2, 2024년 7월 1일에 확인함
65. ↑  Finkelstein, Israel; Silberman, Neil Asher (2001). 《The Bible unearthed : archaeology's new vision of ancient Israel and the origin of its stories》 1 Touchone판. New York: Simon & Schuster. ISBN 0-684-86912-8.
66. ↑  Frei 2001, 6쪽.
67. ↑  Romer 2008, 2 and fn.3쪽.
68. ↑  예루살렘 성경 (1966), 하깨, 즈가리야, 말라기, 선지자 서론, 런던: Darton, Longman & Todd Ltd and Doubleday and Co. Inc., pp. 1138-1140
69. 1 2  Atkinson, Kenneth (2016). 《A History of the Hasmonean State: Josephus and Beyond》. T&T Clark Jewish and Christian texts series. London; New York: Bloomsbury T&T Clark, an imprint of Bloomsbury Publishing Plc. 2, 23–28쪽. ISBN 978-0-567-66902-5. OCLC 949219870.
70. ↑  See:

  - William David Davies. The Hellenistic Age. Volume 2 of Cambridge History of Judaism. Cambridge University Press, 1989. ISBN 978-0-521-21929-7. pp. 292–312.
  - Jeff S. Anderson. The Internal Diversification of Second Temple Judaism: An Introduction to the Second Temple Period. University Press of America, 2002. ISBN 978-0-7618-2327-8. pp. 37–38.
  - Howard N. Lupovitch. Jews and Judaism in World History. Taylor & Francis. 2009. ISBN 978-0-415-46205-1. pp. 26–30.
71. ↑  Hooker, Richard. “The Hebrews: The Diaspora”. 2006년 8월 29일에 원본 문서에서 보존된 문서. 2018년 4월 7일에 확인함.  World Civilizations Learning Modules.  Washington State University, 1999.
72. ↑  Charlesworth, James H. (2008). The Historical Jesus: An Essential Guide. ISBN 978-1-4267-2475-6
73. ↑  Josephus, Antiquities of the Jews, livre XVIII, § V, 4, (132).
74. ↑  Jensen, M. H. (2014). The Political History in Galilee from the First Century BCE to the end of the Second Century CE. Galilee in the late Second Temple and Mishnaic periods. Volume 1. Life, culture and society, pp. 69-70. "According to Jewish War, Vespasian laid siege to and conquered all the major strongholds of Galilee [...] Since the entire campaign was short and lasted only for some months in the spring and summer of 67, there is no reason to believe that Galilee was entirely devastated when the Romans set their course south. However, the places that were conquered, were in a typical Roman fashion levelled more or less to the ground and many people sold of as slaves.
75. ↑  Weksler-Bdolah, Shlomit (2019). 《Aelia Capitolina – Jerusalem in the Roman period: in light of archaeological research》. Brill. 3쪽. ISBN 978-90-04-41707-6. OCLC 1170143447. The historical description is consistent with the archeological finds. Collapses of massive stones from the walls of the Temple Mount were exposed lying over the Herodian street running along the Western Wall of the Temple Mount. The residential buildings of the Ophel and the Upper City were destroyed by great fire. The large urban drainage channel and the Pool of Siloam in the Lower City silted up and ceased to function, and in many places the city walls collapsed. [...] Following the destruction of Jerusalem by the Romans in 70 CE, a new era began in the city's history. The Herodian city was destroyed and a military camp of the Tenth Roman Legion established on part of the ruins.
76. ↑  רייך, רוני; Reich, Ronny (2009). 《The Sack of Jerusalem in 70 CE: Flavius Josephus' Description and the Archaeological Record / חורבן ירושלים בשנת 70 לסה"נ: תיאורו של יוסף בן מתתיהו והממצא הארכאולוגי》. 《Cathedra: For the History of Eretz Israel and Its Yishuv / קתדרה: לתולדות ארץ ישראל ויישובה》. 25–42쪽. ISSN 0334-4657. JSTOR 23407359.
77. ↑  Huitink, Luuk. "Between Triumph and Tragedy: Josephus, Bellum Judaicum 7.121–157." Reading Greek, Hellenistic and Roman spolia. Objects, appropriation and cultural change, Euhormos: Greco-Roman Studies in Anchoring Innovation. Leiden: Brill (2023). pp. 215–216, 234
78. ↑  Overman, J. Andrew; Overman, J. Andrew (2003년 9월 2일). 〈The First Revolt and Flavian politics〉. 《The First Jewish Revolt》 (영어). Routledge. doi:10.4324/9780203167441. ISBN 978-1-134-51832-6.
79. ↑  Herr, Moshe David (1984).  Shtern, Menahem, 편집. 《The History of Eretz Israel: The Roman Byzantine period: the Roman period from the conquest to the Ben Kozba War (63 B.C.E-135 C.E.)》. Jerusalem: Yad Izhak Ben-Zvi. 288쪽.
80. ↑  Maclean Rogers, Guy (2021). 《For the Freedom of Zion: The Great Revolt of Jews against Romans, 66–74 CE》. New Haven and London: Yale University Press. 3–5쪽. ISBN 978-0-300-26256-8. OCLC 1294393934.
81. ↑  Neusner, Jacob (2017년 11월 28일),  Hinnells, John, 편집., “Judaism in a Time of Crisis: Four Responses to the Destruction of the Second Temple”, 《Neusner on Judaism》 (Routledge), 399–413쪽, doi:10.4324/9781351152761-20, ISBN 978-1-351-15276-1, 2022년 5월 22일에 확인함
82. 1 2  Karesh, Sara E. (2006). 《Encyclopedia of Judaism》. Facts On File. ISBN 978-1-78785-171-9. OCLC 1162305378. Until the modern period, the destruction of the Temple was the most cataclysmic moment in the history of the Jewish people. Without the Temple, the Sadducees no longer had any claim to authority, and they faded away. The sage Yochanan ben Zakkai, with permission from Rome, set up the outpost of Yavneh to continue develop of Pharisaic, or rabbinic, Judaism.
83. 1 2  Stemberger, Guenter (2003),  Neusner, Jacob; Avery-Peck, Alan J., 편집., “The Formation of Rabbinic Judaism, 70–640 CE”, 《The Blackwell Companion to Judaism》 (영어) 1판 (Wiley), 78–79쪽, doi:10.1002/9780470758014.ch5, ISBN 978-1-57718-058-6, 2024년 7월 2일에 확인함
84. ↑  Katz, Steven T., 편집. (2006). 《The Cambridge History of Judaism: Volume 4: The Late Roman-Rabbinic Period》 4. Cambridge: Cambridge University Press. 268쪽. doi:10.1017/chol9780521772488. ISBN 978-0-521-77248-8. Under the leadership of R. Yohanan ben Zakkai and his circle at Yavneh, Judaism sought to reconstitute itself and find a new equilibrium in the face of the disaster of 70.
85. ↑  Neusner, Jacob (2016년 9월 26일). 〈The Formation of Rabbinic Judaism: Yavneh (Jamnia) from A.D. 70 to 100〉.   Haase, Wolfgang. 《Religion (Judentum: Palästinisches Judentum [Forts.])》 (독일어). De Gruyter. 3–42쪽. doi:10.1515/9783110839043-002. ISBN 978-3-11-083904-3.
86. ↑  Cohen, Shaye J.D. (1984). 《The Significance of Yavneh: Pharisees, Rabbis, and the End of Jewish Sectarianism》. 《Hebrew Union College Annual》 55. 29쪽. ISSN 0360-9049. JSTOR 23507609. The goal was not the triumph over other sects but the elimination of the need for sectarianism itself. [...] The destruction of the temple provided the impetus for this process: it warned the Jews of the dangers of internal divisiveness and it removed one of the major focal points of Jewish sectarianism.
87. ↑  Jodi Magness (2011). 〈Sectarianism before and after 70 CE〉.   Daniel R. Schwartz; Zeev Weiss. 《Was 70 CE a Watershed in Jewish History?: On Jews and Judaism before and after the Destruction of the Second Temple》. Brill. ISBN 978-90-04-21744-7.
88. ↑  Erich S. Gruen, Diaspora: Jews Amidst Greeks and Romans Harvard University Press, 2009 pp. 3–4, 233–34: 'Compulsory dislocation, .…cannot have accounted for more than a fraction of the diaspora. … The vast bulk of Jews who dwelled abroad in the Second Temple Period did so voluntarily.' (2)' .Diaspora did not await the fall of Jerusalem to Roman power and destructiveness. The scattering of Jews had begun long before-occasionally through forced expulsion, much more frequently through voluntary migration.'
89. 1 2 3  Goodman, Martin (2018). 《A History of Judaism》. Princeton Oxford: Princeton University Press. 21, 232쪽. ISBN 978-0-691-18127-1.
90. ↑  Baker, Luke (2017년 2월 3일). “Ancient tablets reveal life of Jews in Nebuchadnezzar's Babylon”. 《Reuters》.
91. ↑  Zadok R. Judeans in Babylonia–Updating the Dossier. in U.Gabbay and Sh.Secunda. (eds.). Encounters by the Rivers of Babylon: Scholarly Conversations between Jews, Iranians and Babylonians in Antiquity, Texts and Studies in Ancient Judaism 160. Tübingen: MohrSiebeck. pp. 109–110.
92. ↑  Josephus Flavius, Against Appion. 4.II
93. ↑  E. Mary Smallwood (1984). 〈The Diaspora in the Roman period before AD 70〉.   William David Davies; Louis Finkelstein; William Horbury. 《The Cambridge History of Judaism: The early Roman period, Volume 3》. Cambridge University Press. ISBN 978-0521243773.
94. 1 2 3 4 5  מרדכי וורמברנד ובצלאל ס רותת "עם ישראל – תולדות 4000 שנה – מימי האבות ועד חוזה השלום", ע"מ 95. (Translation: Mordechai Vermebrand and Betzalel S. Ruth – "The People of Israel – the history of 4000 years – from the days of the Forefathers to the Peace Treaty", 1981, p. 95)
95. 1 2 3  Kerkeslager, Allen; Setzer, Claudia; Trebilco, Paul; Goodblatt, David (2006),  Katz, Steven T., 편집., “The Diaspora from 66 to c. 235 ce”, 《The Cambridge History of Judaism: Volume 4: The Late Roman-Rabbinic Period》, The Cambridge History of Judaism (Cambridge: Cambridge University Press) 4, 62–63쪽, doi:10.1017/chol9780521772488.004, ISBN 978-0-521-77248-8, 2024년 9월 10일에 확인함
96. 1 2  Zeev, Miriam Pucci Ben (2006년 6월 22일),  Katz, Steven T., 편집., “The uprisings in the Jewish Diaspora, 116–117”, 《The Cambridge History of Judaism》 1판 (Cambridge University Press), 98쪽, doi:10.1017/chol9780521772488.005, ISBN 978-1-139-05513-0, 2024년 9월 8일에 확인함
97. 1 2  Zeev, Miriam Pucci Ben (2006년 6월 22일),  Katz, Steven T., 편집., “The uprisings in the Jewish Diaspora, 116–117”, 《The Cambridge History of Judaism》 1판 (Cambridge University Press), 93–106쪽, doi:10.1017/chol9780521772488.005, ISBN 978-1-139-05513-0, 2024년 9월 8일에 확인함
98. ↑  Smallwood, E. Mary (1976). 《The Jews under Roman Rule from Pompey to Diocletian》. SBL Press. 394–397쪽. ISBN 978-90-04-50204-8.
99. ↑  Horbury, William (2014). 《Jewish War under Trajan and Hadrian》. Cambridge University Press. 276쪽. ISBN 978-1-139-04905-4.
100. ↑  Barclay, John M. G. (1998). 《Jews in the Mediterranean Diaspora: from Alexander to Trajan (323 BCE–117 CE)》. Edinburgh: T&T Clark. 241쪽. ISBN 978-0-567-08651-8.
101. 1 2 3 4  Eck, Werner (2015년 7월 30일), “Bar Kokhba”, 《Oxford Classical Dictionary》 (영어), doi:10.1093/acrefore/9780199381135.013.1056, ISBN 978-0-19-938113-5, 2024년 7월 2일에 확인함
102. 1 2  Eck, Werner (1999). 《The Bar Kokhba Revolt: The Roman Point of View》. 《The Journal of Roman Studies》 (영어) 89. 76, 80쪽. doi:10.2307/300735. ISSN 1753-528X. JSTOR 300735.
103. 1 2  Raviv, Dvir; David, Chaim Ben (2021). 《Cassius Dio's figures for the demographic consequences of the Bar Kokhba War: Exaggeration or reliable account?》. 《Journal of Roman Archaeology》 (영어) 34. 585–607쪽. doi:10.1017/S1047759421000271. ISSN 1047-7594.
104. ↑  Jones, A.H.M. (1971). 《The Cities of the Eastern Roman Provinces》 2판. Oxford. 277쪽. This provoked the last Jewish war, which seems from our meager accounts [...] to have resulted in the desolation of Judaea and the practical extermination of its Jewish population.
105. ↑  Mor 2016, 483–484쪽: "Land confiscation in Judaea was part of the suppression of the revolt policy of the Romans and punishment for the rebels. But the very claim that the sikarikon laws were annulled for settlement purposes seems to indicate that Jews continued to reside in Judaea even after the Second Revolt. There is no doubt that this area suffered the severest damage from the suppression of the revolt. Settlements in Judaea, such as Herodion and Bethar, had already been destroyed during the course of the revolt, and Jews were expelled from the districts of Gophna, Herodion, and Aqraba. However, it should not be claimed that the region of Judaea was completely destroyed. Jews continued to live in areas such as Lod (Lydda), south of the Hebron Mountain, and the coastal regions. In other areas of the Land of Israel that did not have any direct connection with the Second Revolt, no settlement changes can be identified as resulting from it."
106. ↑  Hanan Eshel, 'The Bar Kochba revolt, 132-135,' in William David Davies, Louis Finkelstein, Steven T. Katz (eds.) The Cambridge History of Judaism: Volume 4, The Late Roman-Rabbinic Period, pp.105-127, p.105.
107. ↑  Eshel, Hanan (2006). 〈4: The Bar Kochba Revolt, 132 – 135〉.   T. Katz, Steven. 《The Cambridge History of Judaism》. 4. The Late Roman-Rabbinic Period. Cambridge: Cambridge. 105–127쪽. ISBN 9780521772488. OCLC 7672733.
108. ↑  H.H. Ben-Sasson, A History of the Jewish People, Harvard University Press, 1976, ISBN 0-674-39731-2, page 334: "In an effort to wipe out all memory of the bond between the Jews and the land, Hadrian changed the name of the province from Judaea to Syria-Palestina, a name that became common in non-Jewish literature."
109. ↑  Ariel Lewin. The archaeology of Ancient Judea and Palestine. Getty Publications, 2005 p. 33. "It seems clear that by choosing a seemingly neutral name - one juxtaposing that of a neighboring province with the revived name of an ancient geographical entity (Palestine), already known from the writings of Herodotus - Hadrian was intending to suppress any connection between the Jewish people and that land." ISBN 0-89236-800-4
110. ↑  M. Avi-Yonah, The Jews under Roman and Byzantine Rule, Jerusalem 1984 p. 143
111. ↑  Jacobs, Joseph; Broydé, Isaac. 〈Zohar〉. 《Jewish Encyclopedia》. 2011년 10월 7일에 원본 문서에서 보존된 문서. 2014년 5월 19일에 확인함.
112. ↑  Bernard Lazare and Robert Wistrich, Antisemitism: Its History and Causes, University of Nebraska Press, 1995, I, pp. 46–47.
113. ↑  Ammianus Marcellinus, Res Gestae, 23.1.2–3.
114. ↑  See "Julian and the Jews 361–363 CE" 보관됨 5월 20, 2012 - 웨이백 머신 (Fordham University, The Jesuit University of New York) and "Julian the Apostate and the Holy Temple".
115. ↑  Falk, Avner (1996). 《A Psychoanalytic History of the Jews》. Fairleigh Dickinson Univ Press. 343쪽. ISBN 978-0-8386-3660-2. 2023년 4월 9일에 원본 문서에서 보존된 문서. 2022년 8월 3일에 확인함.
116. ↑  Avraham Yaari, Igrot Eretz Yisrael (Tel Aviv, 1943), p. 46.
117. ↑  Andrew S. Jacobs (2004). 《Remains of the Jews: The Holy Land and Christian Empire in Late Antiquity》. Stanford University Press. 157–쪽. ISBN 978-0-8047-4705-9. 2023년 4월 9일에 원본 문서에서 보존된 문서. 2018년 4월 19일에 확인함.
118. ↑  Edward Lipiński (2004). 《Itineraria Phoenicia》. Peeters Publishers. 542–543쪽. ISBN 978-90-429-1344-8. 2023년 4월 9일에 원본 문서에서 보존된 문서. 2014년 3월 11일에 확인함.
119. 1 2  Solomon Gryazel, History of the Jews: From the destruction of Judah in 586 BCE to the present Arab Israeli conflict, p. 137.
120. ↑  Codex Judaica, pp. 161–174, Kantor, Zichron Press, NY 2005.
121. ↑  [מרדכי וורמברנד ובצלאל ס. רותת "עם ישראל – תולדות 4000 שנה – מימי האבות ועד חוזה השלום", ע"מ 97. (Translation: Mordechai Vermebrand and Betzalel S. Ruth The People of Israel: The History of 4,000 Years, from the Days of the Forefathers to the Peace Treaty, 1981, p. 97)
122. ↑  Wendy Mayer and Pauline Allen, John Chrysostom: The Early Church Fathers (London, 2000), pp. 113, 146.
123. ↑  Cod., I., v. 12
124. ↑  Procopius, Historia Arcana, 28
125. ↑  Nov., cxlvi., Feb. 8, 553
126. ↑  Procopius, De Aedificiis, vi. 2
127. ↑  G. Ostrogorsky, History of the Byzantine State
128. ↑  The Oxford History of Byzantium, C. Mango (Ed) (2002)
129. ↑  Nathan Katz, Who Are the Jews of India?, 보관됨 4월 9, 2023 - 웨이백 머신 University of California Press, 2000 ISBN 978-0-520-92072-9 pp. 13–14, 17–18
130. ↑  “Exploring a Forgotten Jewish Land - Archaeology Magazine”. 《www.archaeology.org》. 2023년 11월 9일에 확인함.
131. ↑  Ehrlich, Mark. Encyclopedia of the Jewish Diaspora: Origins, Experiences, and Culture, Volume 1. ABC-CLIO, 2009, p. 152.(ISBN 978-1-85109-873-6)
132. 1 2  틀:Cite EJ
133. 1 2 3 4 5  Joseph E. Katz (2001). “Continuous Jewish Presence in the Holy Land”. EretzYisroel.Org. 2021년 1월 25일에 원본 문서에서 보존된 문서. 2012년 8월 12일에 확인함.
134. ↑  Moshe Gil, A History of Palestine: 634–1099 pp. 170, 220–221.
135. ↑  Marina Rustow, Baghdad in the West: Migration and the Making of Medieval Jewish Traditions 보관됨 7월 11, 2020 - 웨이백 머신
136. 1 2  Sephardim 보관됨 9월 7, 2012 - 웨이백 머신 by Rebecca Weiner.
137. ↑  Ahmed, M.I. Muslim-Jewish Harmony: A Politically-Contingent Reality. Religions 2022, 13, 535. doi:10.3390/rel13060535
138. ↑  Lewis, Bernard W (1984). The Jews of Islam
139. 1 2 3  Abraham Malamat (1976). 《A History of the Jewish People》. Harvard University Press. 413–쪽. ISBN 978-0-674-39731-6.
140. ↑  Abraham Malamat (1976). 《A History of the Jewish People》. Harvard University Press. 416–쪽. ISBN 978-0-674-39731-6.
141. ↑  David Nirenberg (2002).  Gerd Althoff, 편집. 《Medieval Concepts of the Past: Ritual, Memory, Historiography》. Johannes Fried. Cambridge University Press. 279–쪽. ISBN 978-0-521-78066-7.
142. ↑  Abraham Malamat (1976). 《A History of the Jewish People》. Harvard University Press. 419–쪽. ISBN 978-0-674-39731-6.
143. ↑  Abraham Malamat (1976). 《A History of the Jewish People》. Harvard University Press. 414–쪽. ISBN 978-0-674-39731-6.
144. ↑  Sefer HaCharedim Mitzvat Tshuva Chapter 3
145. ↑  “Jewish Zionist Education”. Jafi.org.il. 2005년 5월 15일. 2008년 10월 13일에 원본 문서에서 보존된 문서. 2012년 8월 13일에 확인함.
146. ↑  “Hadrat Melech” (PDF). 2014년 5월 2일에 원본 문서 (PDF)에서 보존된 문서. 2010년 4월 5일에 확인함.
147. ↑  Benjamin J. Segal. “Section III: The Biblical Age: Chapter Seventeen: Awaiting the Messiah”. 《Returning, the Land of Israel as a Focus in Jewish History》. JewishHistory.com. 2012년 2월 27일에 원본 문서에서 보존된 문서. 2012년 8월 12일에 확인함.
148. ↑  Maurice Roumani, The Case of the Jews from Arab Countries: A Neglected Issue, 1977, pp. 26–27.
149. ↑  〈Granada〉. 《Jewish Encyclopedia》. 1906. 2021년 4월 12일에 원본 문서에서 보존된 문서. 2012년 8월 12일에 확인함.
150. ↑  Mitchell Bard (2012). “The Treatment of Jews in Arab/Islamic Countries”. Jewish Virtual Library. 2012년 10월 7일에 원본 문서에서 보존된 문서. 2012년 8월 12일에 확인함.
151. ↑  The Forgotten Refugees 보관됨 9월 28, 2007 - 웨이백 머신
152. ↑  Rebecca Weiner. “Sephardim”. Jewish Virtual Library. 2012년 9월 7일에 원본 문서에서 보존된 문서. 2012년 8월 12일에 확인함.
153. ↑  Kraemer, Joel L., "Moses Maimonides: An Intellectual Portrait," The Cambridge Companion to Maimonides, pp. 16–17 (2005)
154. ↑  Carroll, James. Constantine's Sword (Houghton Mifflin, 2001) ISBN 978-0-395-77927-9 p. 26
155. ↑  Wade, Nicholas (2002년 5월 14일). “In DNA, New Clues to Jewish Roots”. 《The New York Times》. 2021년 1월 26일에 원본 문서에서 보존된 문서. 2013년 6월 16일에 확인함.
156. 1 2  Norman F. Cantor, The Last Knight: The Twilight of the Middle Ages and the Birth of the Modern Era, Free Press, 2004. ISBN 978-0-7432-2688-2, pp. 28–29
157. ↑  Ebenhard Isenmann (1999).  Richard Bonney, 편집. 《The Rise of the Fiscal State in Europe c. 1200–1815》. Clarendon Press. 259–쪽. ISBN 978-0-19-154220-6.
158. ↑  Abraham Malamat (1976). 《A History of the Jewish People》. Harvard University Press. 412–쪽. ISBN 978-0-674-39731-6.
159. ↑  "England" 보관됨 7월 30, 2020 - 웨이백 머신, 유대 대백과사전 (1906)
160. ↑  Robin R. Mundill (2002). 《England's Jewish Solution: Experiment and Expulsion, 1262–1290》. Cambridge University Press. ISBN 978-0-521-52026-3. 2023년 4월 9일에 원본 문서에서 보존된 문서. 2018년 3월 8일에 확인함.
161. ↑  “Print of Jews forced to listen to a Christian sermon - Collections Search - United States Holocaust Memorial Museum”. 《collections.ushmm.org》. 2022년 11월 29일에 원본 문서에서 보존된 문서. 2023년 3월 6일에 확인함.
162. ↑  The Jewish-Christian Encounter in Medieval Preaching, Routledge 2015, edited by Jonathan Adams and Jussi Hanska chapter 13, see page 297
163. ↑  European Jewry in the Age of Mercantilism, 1550-1750 by Jonathan Israel, chapter 1 Exodus from the West (page 25)
164. ↑  The Jews of Spain by Jane Gerber, Free Press 1994 pp 138 - 144 / Secrecy and Deceit: The Religion of the Crypto-Jews by David Martin Gitlitz, University of New Mexico 2002, pp 75 - 81
165. ↑  The Jews of Spain by Jane Gerber, Free Press 1994 pp 142 - 144
166. ↑  “Reframing Jewish History”. May 2005. 2020년 9월 30일에 원본 문서에서 보존된 문서. 2011년 5월 24일에 확인함.
167. 1 2  Fry, Helen P. (2002). 《Port Jews: Jewish Communities in Cosmopolitan Maritime Trading Centres, 1550–1950》. 《European Judaism》 36 (Frank Cass Publishers). ISBN 978-0-7146-8286-0. 2023년 4월 9일에 원본 문서에서 보존된 문서. 2017년 9월 1일에 확인함. Port Jews were a social type, usually those who were involved in seafaring and maritime trade, who (like Court Jews) could be seen as the earliest modern Jews. Often arriving as refugees from the Inquisition, they were permitted to settle as merchants and allowed to trade openly in places such as Amsterdam, London, Trieste and Hamburg. 'Their Diaspora connections and accumulated expertise lay in exactly the areas of overseas expansion that were then of interest to mercantilist governments.'
168. ↑  Dubin, The port Jews of Habsburg Trieste: absolutist politics and enlightenment culture, Stanford University Press, 1999, p. 47
169. ↑  Encyclopedia of Jewish Food, Gil Marks, HMH, 17 Nov 2010
170. ↑  Charles Issawi & Dmitri Gondicas; Ottoman Greeks in the Age of Nationalism, Princeton, (1999)
171. ↑  G.E. Von Grunebaum, Eastern Jewry Under Islam, 1971, p. 369.
172. ↑  “Theodor Herzl Signed Photograph, Basel, Switzerland | Shapell Manuscript Foundation”. 《Shapell》. 2023년 5월 10일에 확인함.
173. ↑  “The Jewish Resistance Movement”. Jewish Virtual Library. 2016년 9월 7일에 원본 문서에서 보존된 문서. 2012년 8월 12일에 확인함.
174. ↑  Horne, Edward (1982). A Job Well Done (Being a History of The Palestine Police Force 1920–1948). The Anchor Press. ISBN 978-0-9508367-0-6. pp. 272, 299. States that Haganah withdrew on July 1, 1946. But remained permanently uncooperative.
175. ↑  Fishkoff, Sue (October 8, 2008). "A Jewish revival in Birobidzhan?" 보관됨 5월 10, 2011 - 웨이백 머신 Jewish News of Greater Phoenix. Accessed on June 8, 2008.
176. ↑  Paxton, Robin (June 1, 2007). "From Tractors to Torah in Russia's Jewish Land" 보관됨 4월 11, 2013 - 웨이백 머신. Federation of Jewish Communities. Accessed on June 8, 2008.
177. ↑  "Governor Voices Support for Growing Far East Jewish Community" 보관됨 5월 18, 2011 - 웨이백 머신 (November 15, 2004). Federation of Jewish Communities. Accessed on June 8, 2008.
178. ↑  "Far East Community Prepares for 70th Anniversary of Jewish Autonomous Republic" 보관됨 5월 18, 2011 - 웨이백 머신 (August 30, 2004). Federation of Jewish Communities. Accessed on June 8, 2008.
179. ↑  “Jewish population on the increase” (영국 영어). 2008년 5월 21일. 2009년 5월 27일에 원본 문서에서 보존된 문서. 2020년 3월 18일에 확인함.
180. ↑  “2011 Census: KS209EW Religion, local authorities in England and Wales”. ons.gov.uk. 2016년 1월 5일에 원본 문서에서 보존된 문서. 2012년 12월 15일에 확인함.
181. ↑  Graham, David; Boyd, Jonathan (2022년 11월 29일). “Jews in Britain in 2021: First results from the Census of England and Wales”. 《Institute for Jewish Policy Research》. 2023년 12월 13일에 확인함.
182. ↑  “Biden calls Hamas attacks the deadliest day for Jews since the Holocaust as US death toll ticks up”. 《AP News》 (영어). 2023년 10월 11일. 2023년 11월 9일에 확인함.
183. ↑  Al-Mughrabi, Nidal; Angel, Maytaal; Al-Mughrabi, Nidal; Angel, Maytaal (2023년 11월 8일). “Israeli, Hamas fighters in close combat in Gaza City as civilians flee”. 《Reuters》 (영어). 2023년 11월 9일에 확인함.

### 인용된 작품
- Brettler, Marc Zvi (2010). 《How to read the Bible》. New York: Jewish Publication Society. ISBN 978-0-8276-0775-0.
- Campbell, Antony F.; O'Brien, Mark A. (2000). 《Unfolding the Deuteronomistic History》. Fortress Press. ISBN 978-1451413687.
- Faust, Avraham (2015). 〈The Emergence of Iron Age Israel: On Origins and Habitus〉.   Thomas E. Levy; Thomas Schneider; William H.C. Propp. 《Israel's Exodus in Transdisciplinary Perspective: Text, Archaeology, Culture, and Geoscience》. Springer. 467–482쪽. ISBN 978-3-319-04768-3.
- Finkelstein, Israel; Silberman, Neil Asher (2002). 《The Bible Unearthed: Archaeology's New Vision of Ancient Israel and the Origin of Sacred Texts》. Simon and Schuster. ISBN 978-0-7432-2338-6.
- Frei, Peter (2001). 〈Persian Imperial Authorization: A Summary〉.   Watts, James. 《Persia and Torah: The Theory of Imperial Authorization of the Pentateuch》. Atlanta, GA: SBL Press. 6쪽. ISBN 9781589830158.
- Gelston, Anthony (2003a). 〈Habakkuk〉.   Dunn, James D. G.; Rogerson, John William. 《Eerdmans Commentary on the Bible》. Eerdmans. ISBN 978-0802837110.
- Gelston, Anthony (2003c). 〈Zephaniah〉.   Dunn, James D. G.; Rogerson, John William. 《Eerdmans Commentary on the Bible》. Eerdmans. ISBN 978-0802837110.
- Kelle, Brad E. (2005). 《Hosea 2: Metaphor and Rhetoric in Historical Perspective》. Society of Biblical Lit.
- Levenson, Jon Douglas (2012). 《Inheriting Abraham: the legacy of the patriarch in Judaism, Christianity, and Islam》. Princeton: Princeton University Press. ISBN 978-0-691-16355-0.
- Mor, Menahem (2016년 5월 4일). 《The Second Jewish Revolt: The Bar Kokhba War, 132-136 CE》. BRILL. ISBN 978-90-04-31463-4.
- Neusner, Jacob (1992). 《A Short History of Judaism: Three Meals, Three Epochs》. Minneapolis, Mn: Fortress Press. ISBN 0-8006-2552-8.
- O'Brien, Julia M. (2002). 《Nahum》. A&C Black. ISBN 978-1841273006.
- Radine, Jason (2010). 《The Book of Amos in Emergent Judah》. Mohr Siebeck. ISBN 978-3161501142.
- Redmount, Carol A. (2001) [1998]. 〈Bitter Lives: Israel in and out of Egypt〉.   Coogan, Michael D. 《The Oxford History of the Biblical World》. 옥스퍼드 and 뉴욕: 옥스퍼드 대학교 출판부. 58–89쪽. ISBN 9780195139372.
- Rogerson, John W. (2003a). 〈Micah〉.   Dunn, James D. G.; Rogerson, John William. 《Eerdmans Commentary on the Bible》. Eerdmans. ISBN 978-0802837110.
- Rogerson, John W. (2003b). 〈Deuteronomy〉.   Dunn, James D. G.; Rogerson, John William. 《Eerdmans Commentary on the Bible》. Eerdmans. ISBN 978-0802837110.
- Romer, Thomas (2008). 《Moses Outside the Torah and the Construction of a Diaspora Identity》 (PDF). 《Journal of Hebrew Scriptures》. 8, article 15. 2–12쪽. 2020년 10월 21일에 원본 문서 (PDF)에서 보존된 문서. 2019년 9월 27일에 확인함.
- Skolnik, Fred, 편집. (2007). 《엔사이클로피디어 주다이카》 1–22 2 rev.판. Farmington Hills, Mi: Macmillan Reference USA. ISBN 978-002-865-928-2.

## 더 읽어보기
- Adler, Yonatan (2022). 《The Origins of Judaism: An Archaeological-Historical Reappraisal》. New Haven, Conn: Yale University Press. ISBN 978-0-300-25490-7.
- Albertz, Rainer (1994) [1992]. 《A History of Israelite Religion. Vol. 1: From the Beginnings to the End of the Monarchy》. 번역 John Bowden Reprint판. Louisville, Kentucky: Westminster John Knox Press. ISBN 0-664-21846-6.
- Albertz, Rainer (1994) [1992]. 《A History of Israelite Religion. Vol. 2: From the Exile to the Maccabees》. 번역 John Bowden Reprint판. Louisville, Kentucky: Westminster John Knox Press. ISBN 0-664-21847-4.
- Allegro, John. The chosen people: A study of Jewish history from the time of the exile until the revolt of Bar Kocheba (Andrews, UK, 2015).
- Alpher, Joseph (1986). Encyclopedia of Jewish history: events and eras of the Jewish people.
- 콘-셰르보크, 댄. Atlas of Jewish history (Routledge, 2013).
- Fireberg, H., Glöckner, O., & Menachem Zoufalá, M., eds. (2020). Being Jewish in 21st Century Central Europe. Berlin, Boston: De Gruyter Oldenbourg. doi:10.1515/9783110582369
- Friesel, Evyatar. Atlas of modern Jewish history (1990) free to borrow]
- Gilbert, Martin. Atlas of Jewish History (1993) online free to borrow
- Kobrin, Rebecca and Adam Teller, eds. Purchasing Power: The Economics of Modern Jewish History. (University of Pennsylvania Press, 2015. viii, 355 pp. Essays by scholars focused on Europe.
- Mendes-Flohr, Paul R.; Reinharz, Jehuda, 편집. (1995). 《The Jew in the Modern World: A Documentary History》 2판. Oxford University Press. ISBN 0-19-507453-X. OCLC 30026590.
- 노이즈너, 제이콥; Green, William Scott, eds. (1991). The Origins of Judaism. Religion, History, and Literature in Late Antiquity. 20-volume Set. New York: Garland Press. (Reprinted scholarly essays, with introductions.)
- 노이즈너, 제이콥 (1999). The Four Stages of Rabbinic Judaism. London; New York: Routledge.
- Sachar, Howard M. The course of modern Jewish history. (2nd ed. 2013).
- Schloss, Chaim. 2000 Years of Jewish History (2002), Heavily illustrated popular history.
- Scheindlin, Raymond P. A short history of the Jewish people from legendary times to modern statehood (1998) online free to borrow
- Sweeney, Marvin A. (2003) [2000]. 〈The Religious World of Ancient Israel to 586 BCE〉.   Neusner, Jacob; Avery-Peck, Alan J. 《The Blackwell Companion to Judaism》 Reprint판. Malden, Mass: Blackwell Publ. 20–36쪽. ISBN 1-57718-058-5.
- Visotzky, Burton L.; Fishman, David E., 편집. (2018) [1999]. 《From Mesopotamia to Modernity: Ten Introductions to Jewish History and Literature》 Reprint판. London; New York: Routledge. ISBN 978-0-8133-6717-0.

### 프랑스
- Benbassa, Esther. The Jews of France: A History from Antiquity to the Present (2001) excerpt and text search; online
- Birnbaum, Pierre, and Jane Todd. The Jews of the Republic: A Political History of State Jews in France from Gambetta to Vichy (1996).
- Birnbaum, Pierre; Kochan, Miriam. Anti-Semitism in France: A Political History from Léon Blum to the Present (1992) 317p.
- Cahm, Eric. The Dreyfus affair in French society and politics (Routledge, 2014).
- Debré, Simon. "The Jews of France." Jewish Quarterly Review 3.3 (1891): 367–435. long scholarly description. online free
- Graetz, Michael, and Jane Todd. The Jews in Nineteenth-Century France: From the French Revolution to the Alliance Israelite Universelle (1996)
- Hyman, Paula E. The Jews of Modern France (1998) excerpt and text search
- Hyman, Paula. From Dreyfus to Vichy: The Remaking of French Jewry, 1906–1939 (Columbia UP, 1979). online free to borrow
- Schechter, Ronald. Obstinate Hebrews: Representations of Jews in France, 1715–1815 (Univ of California Press, 2003)
- Taitz, Emily. The Jews of Medieval France: The Community of Champagne (1994) online 보관됨 11월 30, 2018 - 웨이백 머신

### 러시아와 동유럽
- 지텔만, 츠비 (2001). A Century of Ambivalence: The Jews of Russia and the Soviet Union, 1881 to the Present.
- 피시먼, 데이비드 (1996). Russia's First Modern Jews. New York University Press.
- Polonsky, Antony. The Jews in Poland and Russia: A Short History (2013)
- Weiner, Miriam; Polish State Archives (in cooperation with) (1997). 《Jewish Roots in Poland: Pages from the Past and Archival Inventories》. Secaucus, NJ: Miriam Weiner Routes to Roots Foundation. ISBN 978-0-9656508-0-9. OCLC 38756480.
- Weiner, Miriam; Ukrainian State Archives (in cooperation with); Moldovan National Archives (in cooperation with) (1999). 《Jewish Roots in Ukraine and Moldova: Pages from the Past and Archival Inventories》. Secaucus, NJ: Miriam Weiner Routes to Roots Foundation. ISBN 978-0-9656508-1-6. OCLC 607423469.

### 미국
- Fischel, Jack, and Sanford Pinsker, eds.Jewish-American history and culture : an encyclopedia (1992) online free to borrow